# Lew afrykański
Lew afrykański, lew (Panthera leo) – gatunek mięsożernego ssaka lądowego z podrodziny panter (Pantherinae) w rodzinie kotowatych (Felidae), drugi po tygrysie – co do wielkości – wśród pięciu wielkich kotów. Jedyny kot żyjący w zorganizowanych grupach socjalnych, zaliczany do tzw. wielkiej piątki Afryki – pięciu najbardziej niebezpiecznych zwierząt afrykańskich (słoń, nosorożec, bawół, lew i lampart). Samiec lwa, łatwo rozpoznawalny po grzywie, może ważyć 150–200 kg. Największy znany samiec ważył 375 kg, był to lew o imieniu Simba, żył on do 1970 roku w Colchester Zoo. Samice są znacznie mniejsze, ważą 120–180 kg (największe 185 kg) i nie mają grzywy. Samce zajmują się zdobywaniem i obroną terytorium oraz ochroną stada i zapładnianiem samic. Samice polują i opiekują się lwiątkami. Lwy zamieszkiwały niegdyś Afrykę, Azję i Europę, a jeśli uznać lwy amerykańskie za podgatunek Panthera leo – to również Amerykę Północną i Południową. Współcześnie występują tylko w Afryce, gdzie są narażone na wyginięcie i szczątkowo w Indiach, gdzie ich stan liczebny określony został jako krytyczny.
Etymologia nazw lew i Panthera leo nie jest jednoznacznie wyjaśniona. Słowo leo pochodzi od łacińskiego leō, leōnis, które z kolei wywodzi się ze starogreckiego leōn/λεων. Dalszych źródeł autorzy dopatrują się w języku hebrajskim i staroegipskim.
Lew jako gatunek został opisany naukowo przez Linneusza pod nazwą Felis leo, następnie przeniesiony do rodzaju Leo Brehm, 1829, a w końcu zaliczony przez Pococka do rodzaju Panthera w 1930. Pochodzenie słowa Panthera jest często wyjaśniane jako złożenie greckiego pan- oznaczającego wszech- i thēr oznaczającego zwierzę, co miałoby nawiązywać do dawnego szerokiego zasięgu występowania lwów. Online Etymology Dictionary wyjaśnienie takie uważa za etymologię ludową i dopatruje się pochodzenia słowa panthera z orientalnych określeń ubarwienia zwierzęcia.

## Ewolucja
Wielkie koty, do których zaliczany jest lew, wywodzą się z jednej linii ewolucyjnej, określanej nazwą Pantherinae. Należą do niej rodzaje Panthera i Neofelis i Pardofelis.
Dotychczas nie znaleziono ich ostatniego wspólnego przodka, ale z badań mtDNA wynika, że ich linie rozwojowe oddzieliły się ok. 6 mln lat temu. Znalezione ślady kopalne sugerują, że przedstawiciele kotów podobnych do współczesnego lwa pojawili się w Afryce Wschodniej w późnym pliocenie (5–1,8 mln lat temu). Najstarsze szczątki zaliczane do linii rozwojowej lwa, datowane na ok. 3,5 mln lat, odnaleziono w Laetoli w Tanzanii. Niektórzy naukowcy klasyfikują go do gatunku Panthera leo, ale stanowisko takie nie jest powszechnie akceptowane ze względu na wiele niejasności.
Naukowcy są zgodni co do tego, że właściwy Panthera leo żył w Afryce co najmniej 1,5 mln lat temu i rozprzestrzenił się po całym kontynencie. Wczesnoplejstoceńskie prymitywne lwy opisywane początkowo jako P. l. fossilis pojawiły się we wczesnym i środkowym plejstocenie, a ok. 700 tysięcy lat temu migrowały do Europy i Azji. W późnym plejstocenie (100–10 tys. lat temu) były najbardziej rozprzestrzenionym dużym ssakiem lądowym. Zasięg ich występowania obejmował Afrykę, Eurazję, Amerykę Północną i Południową.
W czasach historycznych (2 tys. lat temu) zamieszkiwały już tylko Bałkany (Bułgaria, Macedonia i lasy Grecji) przez Persję aż do Indii i prawie całą Afrykę.
Lew był kiedyś – jak większość współczesnych drapieżników – gatunkiem kosmopolitycznym. Gwałtowne przemiany antropogeniczne w przeciągu ostatnich kilku tysięcy lat obecnej epoki holoceńskiej spowodowały wymarcie populacji lwów na wielu obszarach, w wyniku czego lew jest obecnie gatunkiem reliktowym, zagrożonym przede wszystkim ze strony człowieka.
Z badań genetycznych wynika, że niezależnie wyewoluowały dwie odrębne linie lwa. Jedna reprezentowana przez wymarłe pod koniec ostatniej epoki lodowcowej (ok. 10 tys. lat temu) lwy jaskiniowe i lwy amerykańskie, druga – przez współczesnego Panthera leo.

## Zasięg występowania i siedlisko

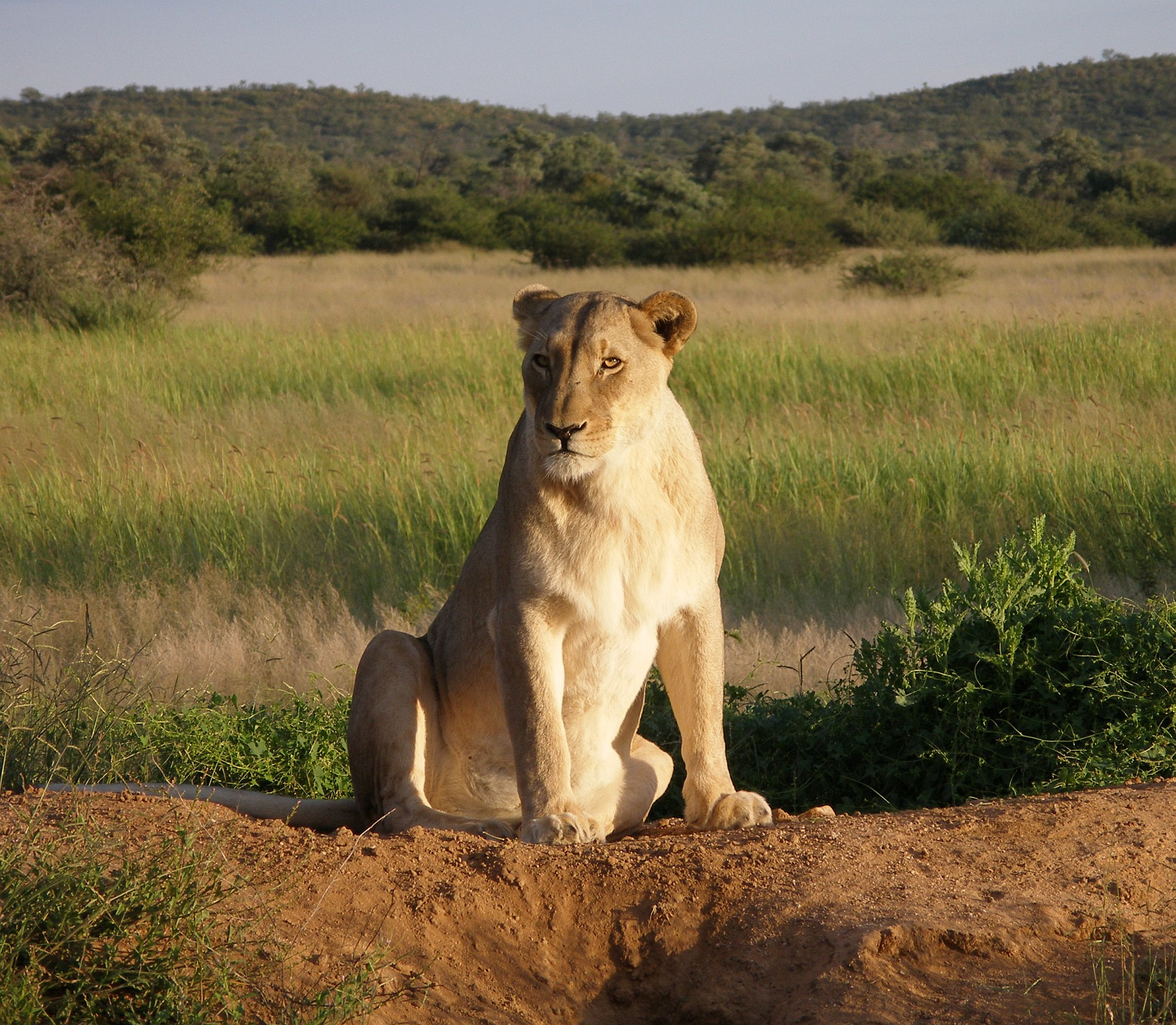
Lwica na obszarze Namibii

Pierwotny zasięg występowania lwów obejmował tereny Eurazji od Portugalii po Indie, większą część Afryki oraz Amerykę – od północy po Peru. Stopniowo eliminowany z Ameryki i Europy, ostatni obszar występowania w Europie to Kaukaz, gdzie spotykano go jeszcze w X w. n.e. Pod koniec XIX i na początku XX w. wyginęły w Afryce Północnej i na Bliskim Wschodzie. Z pierwotnego zasięgu został wyeliminowany przez czynniki środowiskowe i działalność człowieka i ograniczony wyłącznie do terenów Afryki i Indii. Większość obecnej populacji szacowanej pomiędzy 16 000 a 30 000 osobników występuje we wschodniej i południowej części Afryki.
Na przekór popularnemu określeniu „król dżungli” lew jest zwierzęciem otwartych równin. Można go spotkać w całej Afryce, głównie subsaharyjskiej, z wyjątkiem terenów pustynnych i lasów równikowych. Lwy dobrze się adaptują do wielu środowisk, lecz preferują sawanny bogate w ssaki kopytne, gdzie – obok hieny cętkowanej – są drugim wielkim drapieżnikiem. Zasiedlają również tereny krzaczaste, górskie i półpustynne. W górach Bale w Etiopii populacja lwów żyje na wysokości 4240 m n.p.m. W Afryce Południowej zostały wytępione, z wyjątkiem osobników chronionych w parkach narodowych Krugera i Kalahari Gemsbok.

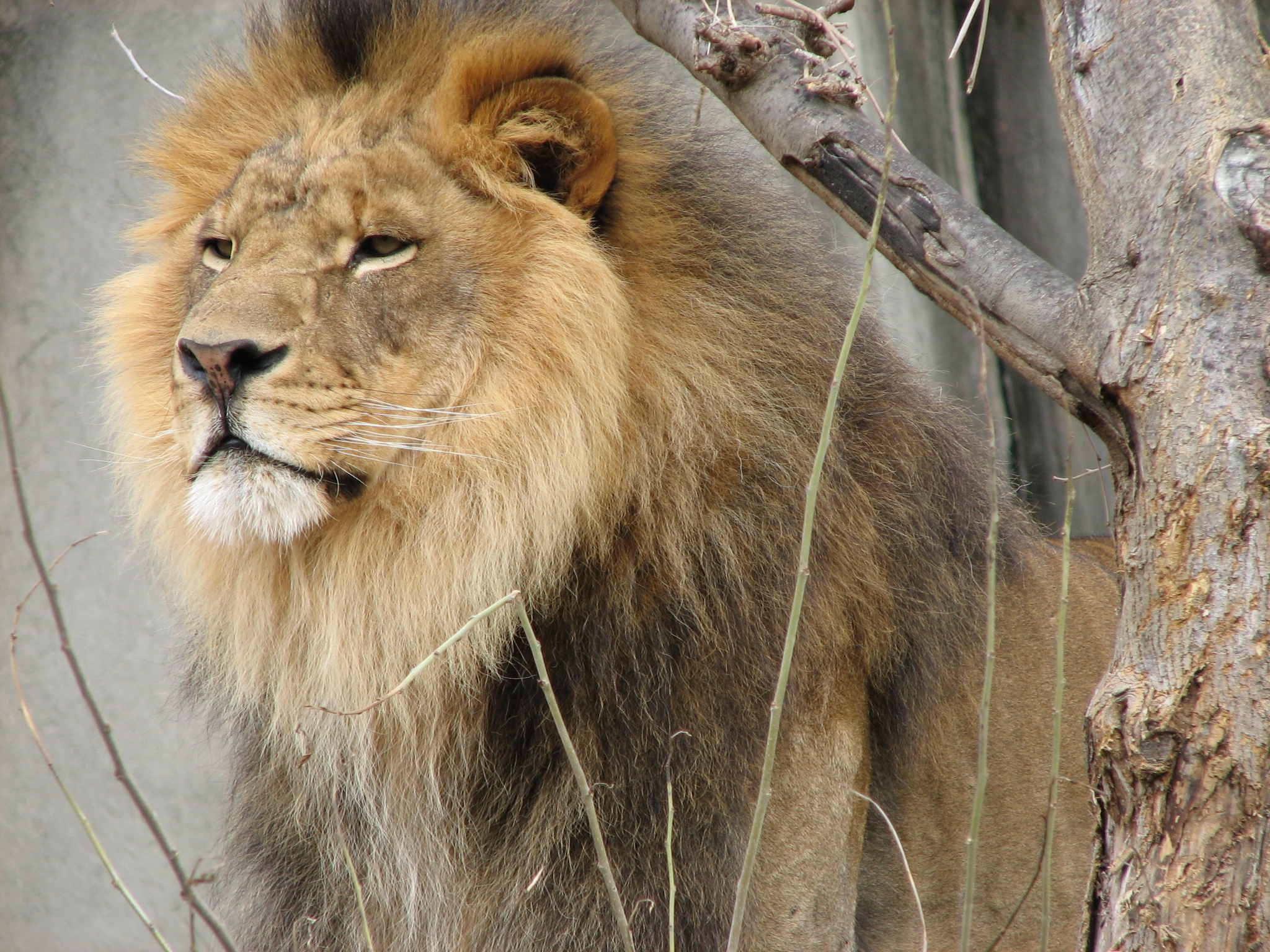
Samiec stoi pod drzewem w zoo w Louisville

Nieliczna obecnie populacja lwów azjatyckich (Panthera leo persica), które w czasach historycznych żyły na Bałkanach, lasach Grecji przez Persję, aż do Indii, występuje współcześnie tylko w lesie Gir w stanie Gujarat w północnych Indiach. W 2005 odnotowano w tym rezerwacie 359 lwów. Rezerwat ma powierzchnię ok. 1412 km². Ten podgatunek jest krytycznie zagrożony wymarciem.
Większość publikowanych prac na temat lwów opiera się na obserwacjach populacji z Serengeti i Ngorongoro.

## Charakterystyka
| Podstawowe dane (samce są większe od samic)                            | Podstawowe dane (samce są większe od samic)          |
| ---------------------------------------------------------------------- | ---------------------------------------------------- |
| (dane liczbowe uśrednione z uwzględnieniem poszczególnych podgatunków) |                                                      |
| Długość całkowita                                                      | 200–335 cm, maks. 350 cm                             |
| Długość (bez ogona)                                                    | 140–230 cm                                           |
| Długość ogona                                                          | 60–100 cm                                            |
| Wysokość                                                               | 80–120 cm                                            |
| Masa ciała                                                             | 150–250 kg, rek. 375 kg (samce); 100–160 kg (samice) |
| Liczba chromosomów                                                     | 2n=38                                                |
| Pożywienie                                                             | duże i małe kręgowce – od młodych słoni po antylopy  |

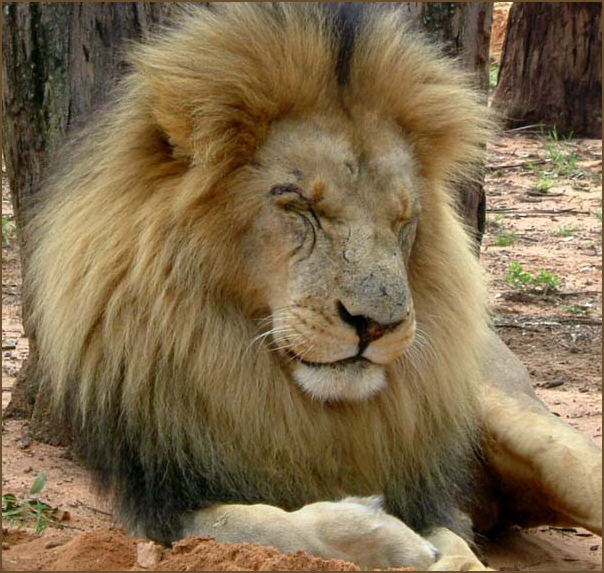
Samiec

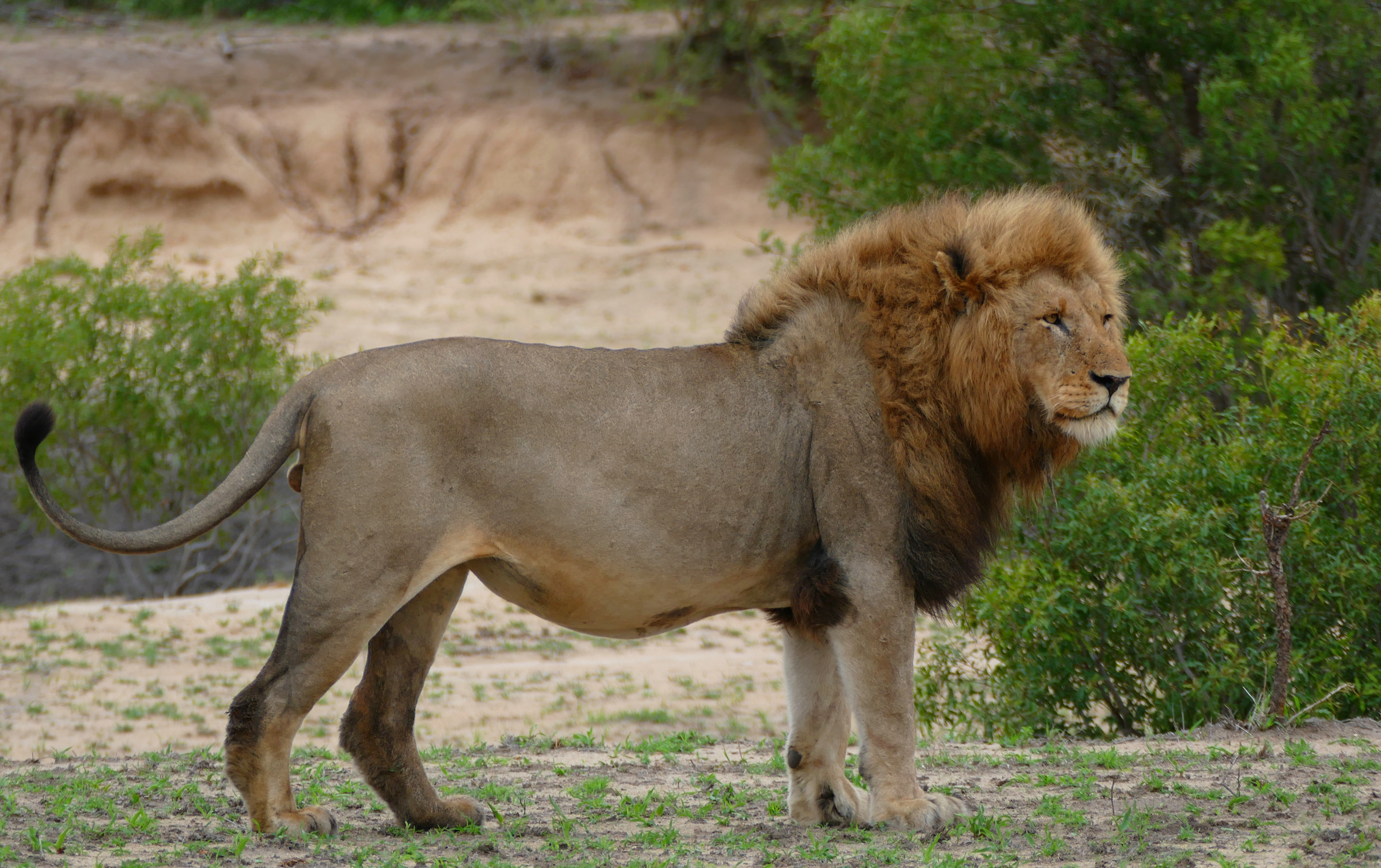
Samiec lwa

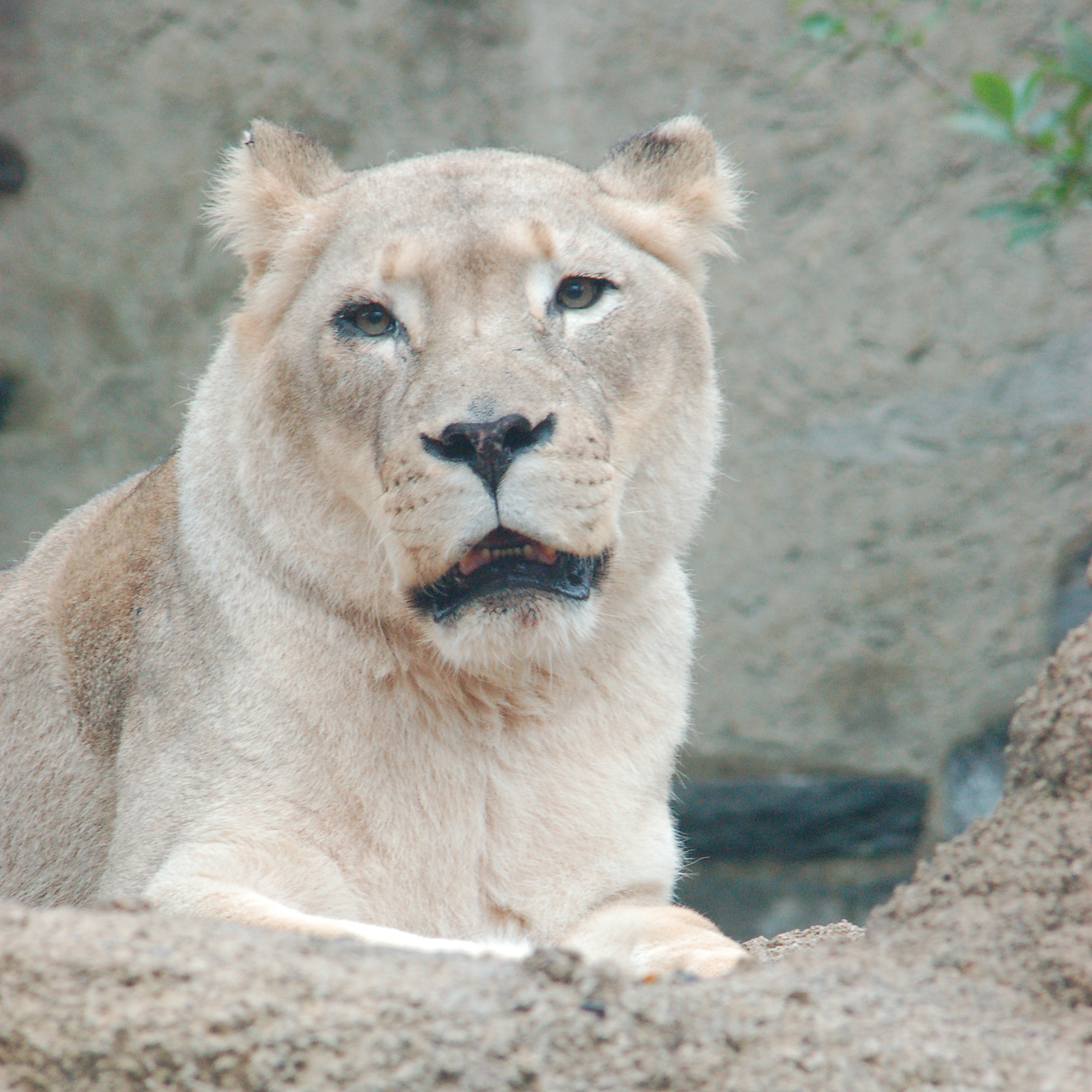
Samica

Lew jest bardzo dużym kotem, ustępującym rozmiarami jedynie największym podgatunkom tygrysa. Masywne ciało z czterema potężnymi, silnie umięśnionymi łapami, zakończonymi ostrymi pazurami, wyposażone w silne szczęki jest doskonale przystosowane do powalania i zabijania nawet bardzo dużych zwierząt. Na krótkich dystansach może osiągnąć prędkość do 60 km/h. Jest raczej sprinterem, a nie długodystansowcem.

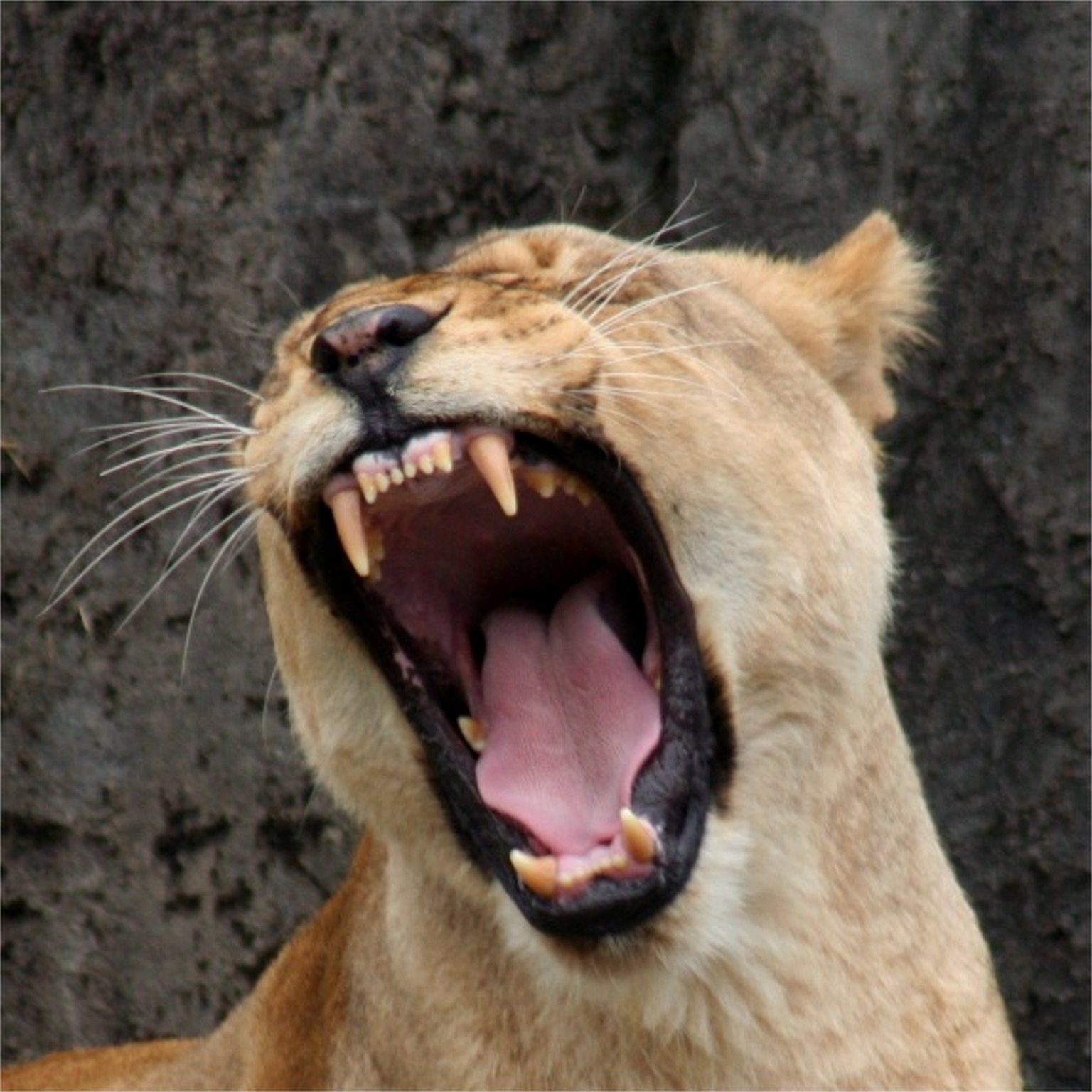
Paszcza

Kolejną – obok stadnego trybu życia – cechą wyróżniającą lwy wśród pozostałych kotowatych jest najsilniej zaznaczony dymorfizm płciowy. Samce są o 20–35% większe, o 50% cięższe od samic i mają grzywę długich włosów otaczającą głowę i kark, zachodzącą na barki – z wyjątkiem samców populacji z Tsavo i Senegalu, u których grzywa nie występuje lub jest szczątkowa.
Sierść lwów jest jasnobrązowa, biała na brzuchu i wewnętrznych częściach nóg, grzbiet i uszy czarne, grzywa samca od płowej (brązowo-żółtej) przez rudawą, kremową do niemal czarnej. Spotykana jest – choć rzadko – forma o białym umaszczeniu. Młode mają cętki, które zanikają z wiekiem.
W sprzyjających warunkach ryk lwa słychać z odległości pięciu kilometrów. Dominujące w stadzie samce ryczą, aby oznajmić obcym swoją obecność na zajmowanym obszarze (terytorializm), a członkom stada wskazać swoje aktualne położenie.

### Znaczenie grzywy

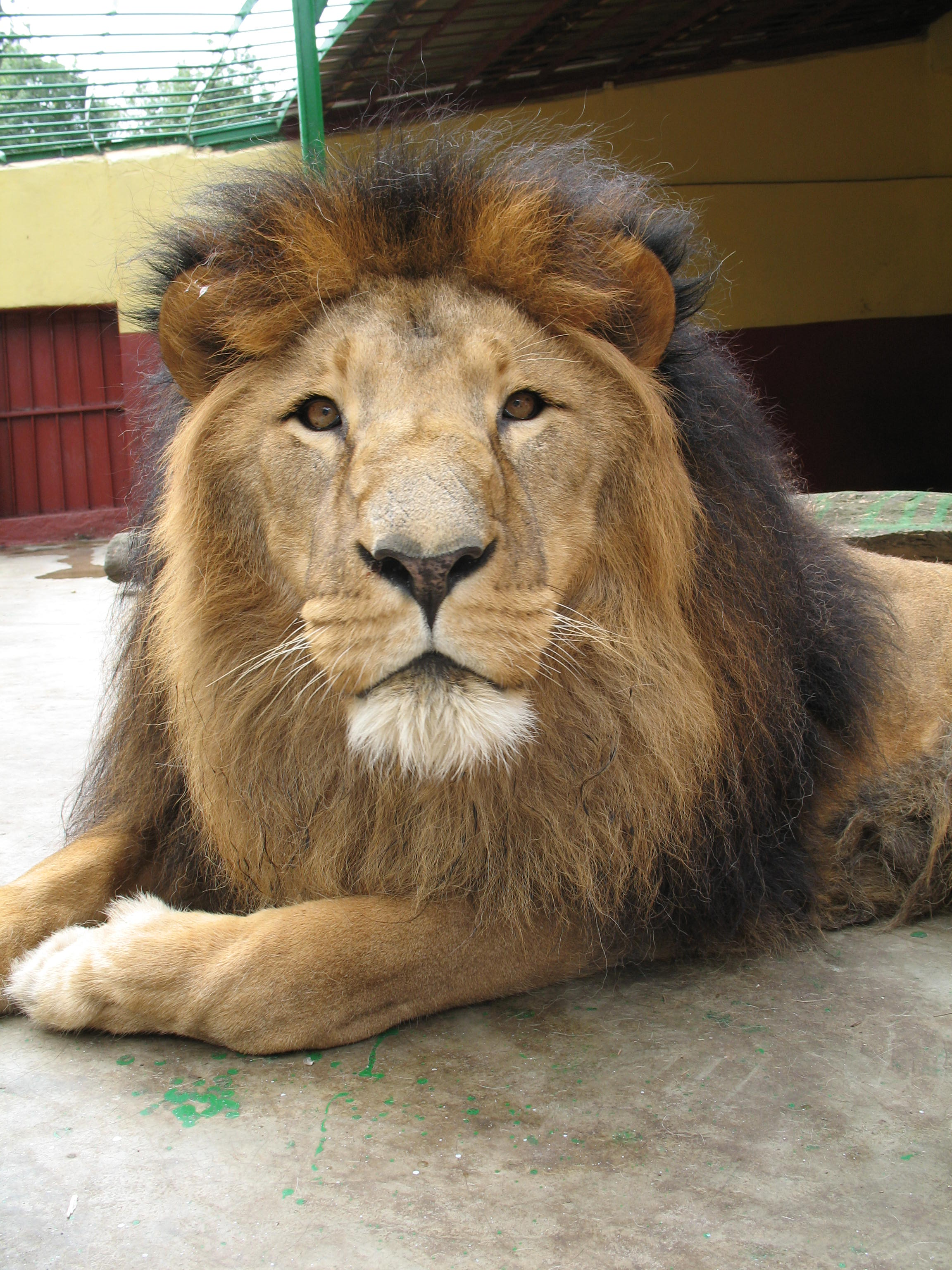
Grzywa samca

Pierwotne lwy prawdopodobnie nie miały grzywy. Ten element dymorfizmu płciowego lwów pojawił się przypuszczalnie pomiędzy 320 000 a 190 000 lat temu.
Lwia grzywa jest uważana za oznakę zdrowia samca; im bujniejsza, tym silniejszy i sprawniejszy jest noszący ją osobnik. Badania wykazały, że na wybór partnera przez samicę duży wpływ ma wygląd jego grzywy. Samce z dłuższą grzywą i ciemniejszymi włosami są częściej wybierane przez samice. Groźnie wyglądająca grzywa zwiększa przewagę samca broniącego terytorium stada, stanowi naturalną ochronę głowy i szyi podczas walki, a tym samym zwiększa szanse przetrwania samicy i jej młodych. Bujna grzywa nie występuje u samców przed osiągnięciem dojrzałości płciowej. U wykastrowanych samców grzywa się nie rozwija, a jeśli była rozwinięta przed kastracją, może nawet zaniknąć. Minusem tej ozdoby jest to, że znacznie trudniej jest z nią poruszać się bezszelestnie. Grzywa ciemnieje wraz z wiekiem lwa.
Badania przeprowadzone w amerykańskich ogrodach zoologicznych wskazują na zależność pomiędzy warunkami klimatycznymi a wielkością lwiej grzywy. W niższej temperaturze samcom wyrasta bujna, gęsta grzywa z dłuższym włosem. U osobników przebywających w wyższych temperaturach stwierdzono krótsze i rzadsze owłosienie. Wysoka temperatura otoczenia jest przez wielu badaczy uważana za jedną z możliwych przyczyn bardzo małej grzywy (lub jej braku) u samców populacji z Tsavo.

### Białe lwy

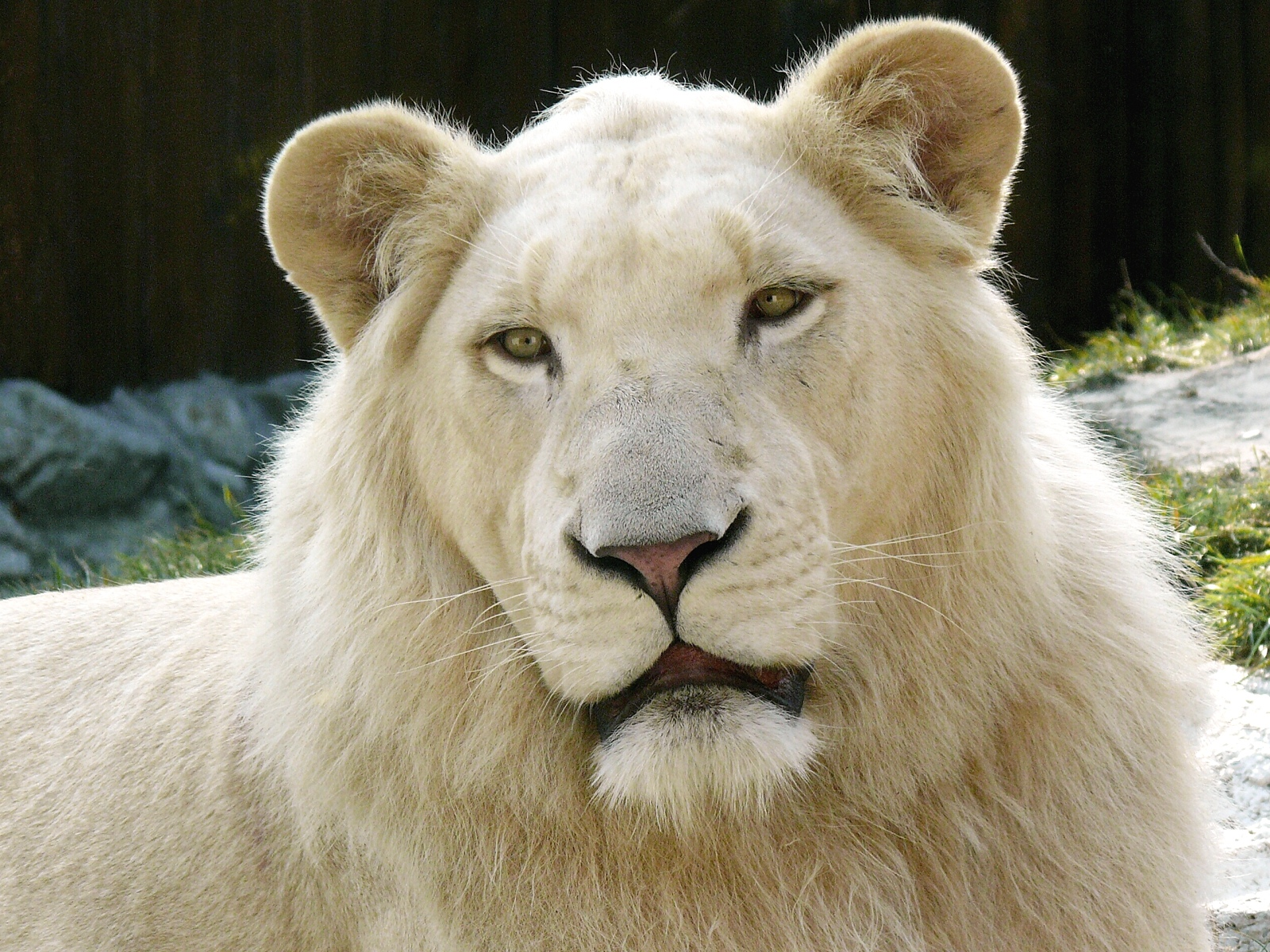
Biały lew w zoo w Bratysławie

Doniesienia o istnieniu białych lwów na terenie Afryki były znane od stuleci. Wobec braku namacalnych dowodów były przez długi czas uważane za wytwór wierzeń, legend czy mitów. Obecnie wiadomo, że oprócz spotykanych osobników albinotycznych wśród lwów zdarzają się przypadki naturalnego, całkowicie białego ubarwienia. Jest to spowodowane działaniem genu recesywnego, występującego u obojga rodziców, co zdarza się bardzo rzadko.
Pierwszy udokumentowany przypadek napotkania białego lwa pochodzi z 1928 roku. Kolejne przypadki odnotowano w latach 40. i 50. XX w. W 1975 w przylegającym do Parku Krugera prywatnym rezerwacie Timbavati znaleziono miot złożony z dwóch całkowicie białych (samiec i samica) i jednego normalnie ubarwionego lwiątka (samica). Białe lwiątka zaliczane do podgatunku Panthera leo krugeri zostały przewiezione do ogrodu zoologicznego w Pretorii. Zyskały rozgłos dzięki książkom Chrisa McBride’a „The White Lions of Timbavati” i „Operation White Lion”. Białe lwiątka, w przeciwieństwie do normalnie ubarwionych, nie mają cętek na skórze, rodzą się niemal całkowicie białe. Z wiekiem ich futro ciemnieje, nabierając koloru kości słoniowej lub kremowego. W ogrodach zoologicznych zdarzają się również przypadki narodzin lwiątek o nietypowo jasnym ubarwieniu zbliżonym do białego.
Wszystkie z dotychczas poznanych białych lwów występujących w warunkach naturalnych pochodzą z okolic Parku Krugera. Pozostałe prawdopodobnie zostały wybite przez człowieka. Żądni myśliwskich trofeów turyści gotowi są zapłacić wysoką cenę za możliwość zabicia białego lwa.
Większość żyjących współcześnie białych lwów została uzyskana w niewoli poprzez celowe kojarzenie par osobników posiadających odpowiedzialny za takie ubarwienie gen. Badacze uważają, że osobniki hodowane w ogrodach zoologicznych pochodzą z co najmniej trzech różnych linii genetycznych, co daje szanse na odtworzenie większej populacji.

### Genetyka
Lwy mają 38 (19 par) chromosomów, w tym dwa chromosomy płciowe oznaczane X i Y. Stwierdzono, że lew, tak jak tygrys, ma perycentryczną inwersję fragmentu chromosomu 6. Wzory prążków kariotypu lwa porównano z innymi gatunkami rodziny Felidae; okazało się, że pantera mglista ma kariotyp identyczny z lwim. Organizator jąderka przypisano do małego submetacentrycznego fragmentu chromosomu E1 (oznaczenia chromosomów kotowatych według konwencji z San Juan). Zidentyfikowano ciałko Barra u lwów.

## Tryb życia
Większość czasu spędzają odpoczywając – do 20 godzin w ciągu doby.

### Stada

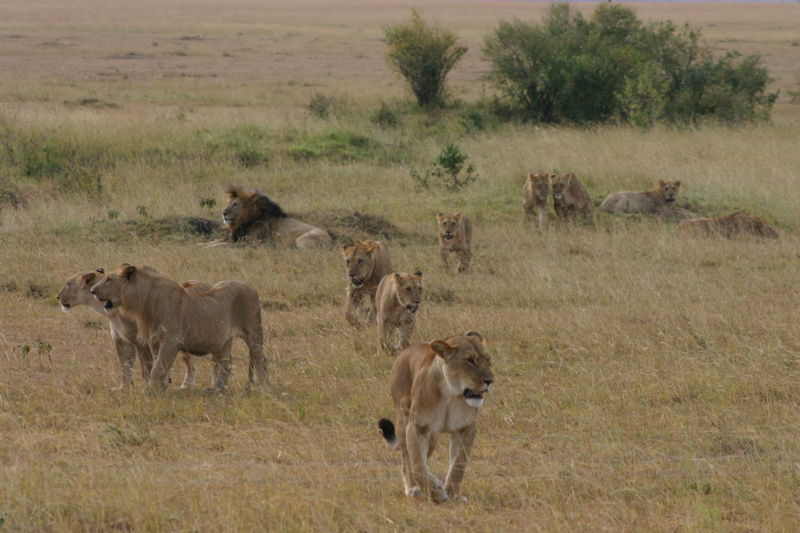
Stado

Lwy jako jedyne kotowate żyją w grupach rodzinnych. Stado składa się z wielu osobników – spokrewnionych samic, ich potomstwa obojga płci i kilku niespokrewnionych samców, których głównym zadaniem jest obrona terytorium i zapładnianie samic. Odnotowano tylko dwa przypadki obecności niespokrewnionych samic w stadzie W stadzie może być jeden samiec (typowe dla populacji z Tsavo) lub koalicja 2–4 samców. Większość stad liczy od 2 do 12 dorosłych osobników. Wielkość, liczba i zagęszczenie stad są uzależnione od dostępności pokarmu oraz liczebności lwów na danym obszarze.
Każde stado ma swoją własną hierarchię, w której najsłabszy samiec ma rangę wyższą od samic. Samce stale rywalizują o przywództwo nad stadem z innymi lwami i rzadko zdarza się, by samiec lwa żył w jednym stadzie dłużej niż 3 lata. Jeśli przewodzący samiec zostanie pokonany przez innego, odchodzi od stada i z reguły już nigdy do niego nie wraca.

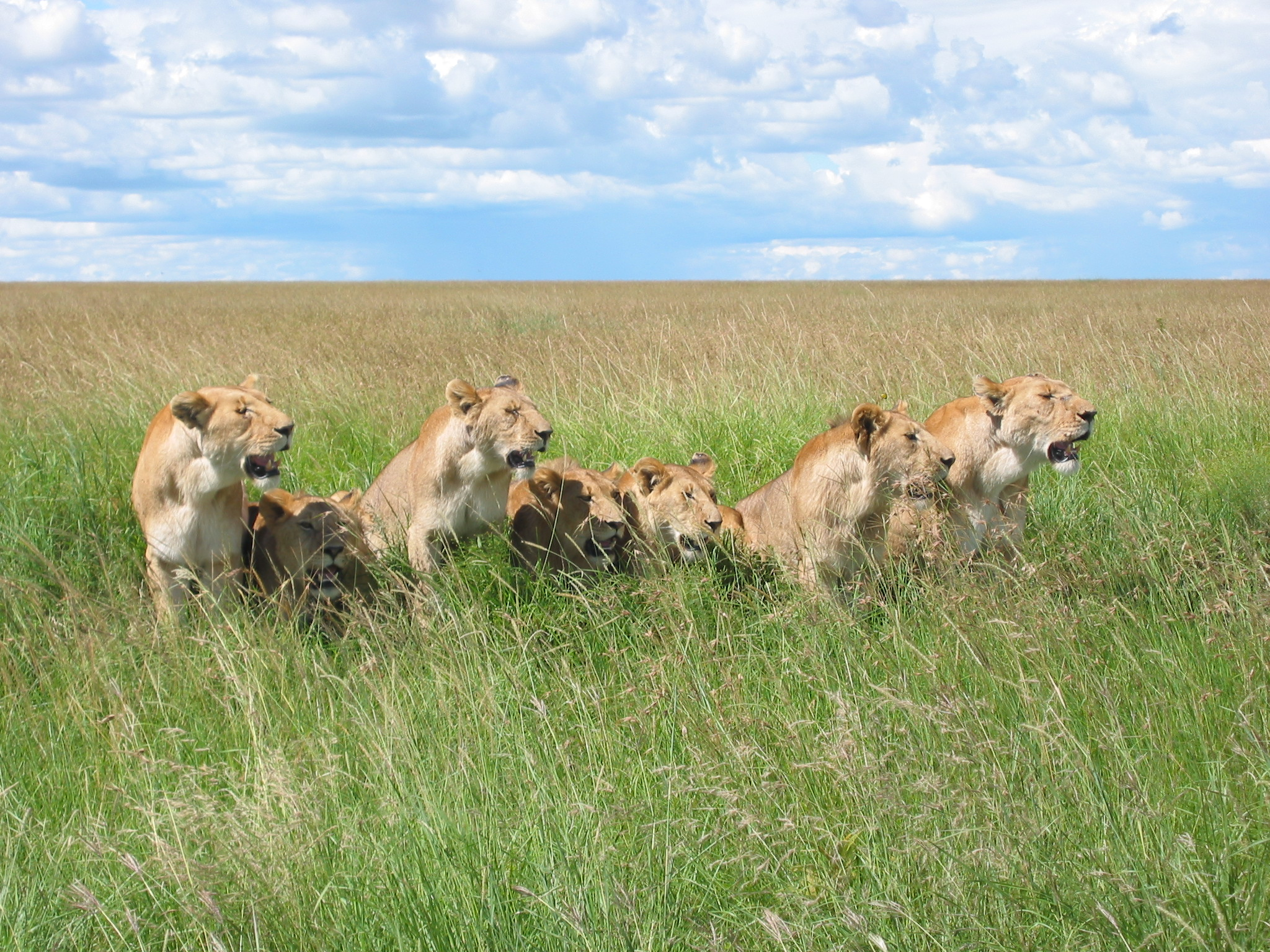
Stado lwów w rezerwacie Masai Mara w Kenii

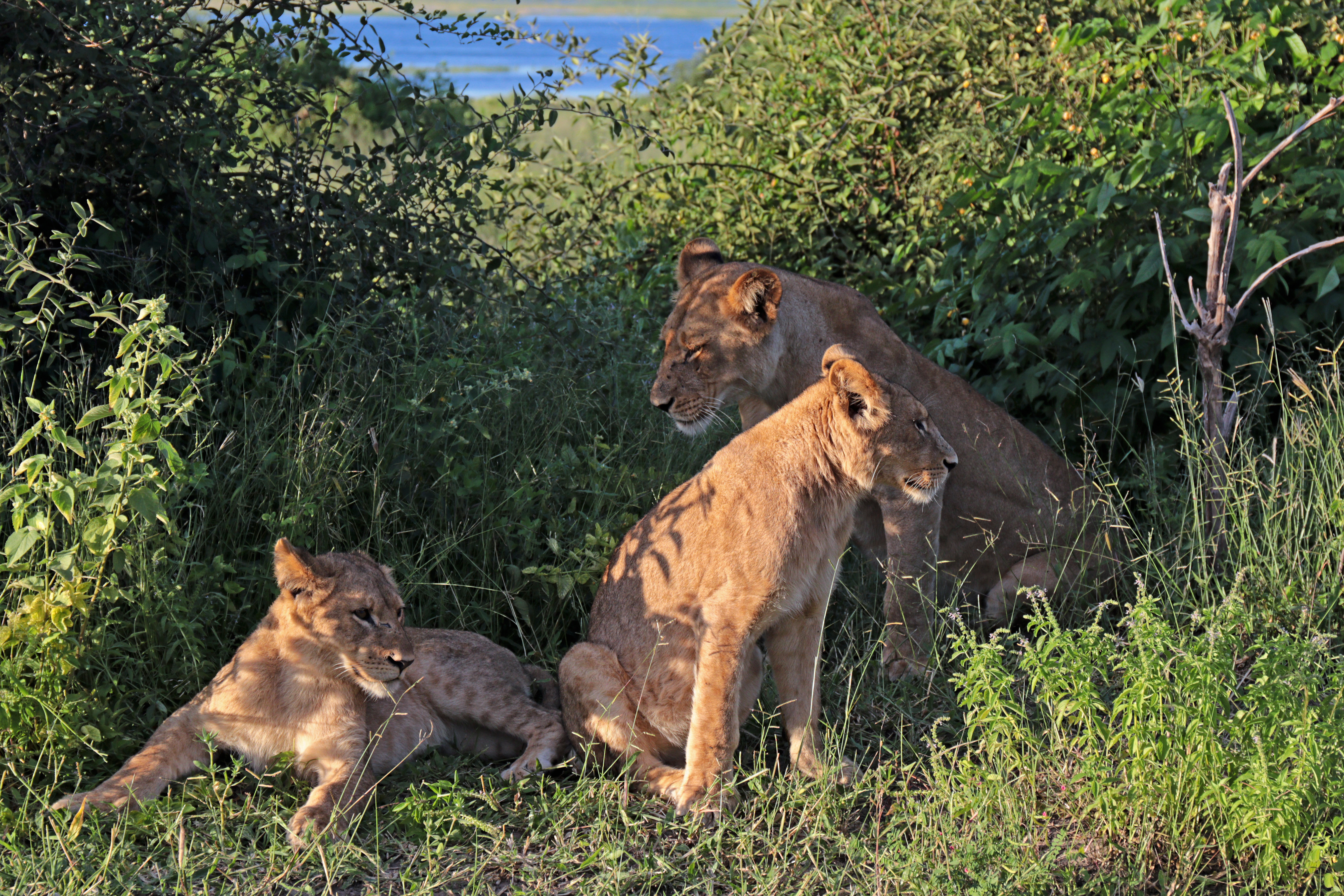
Lwice Siedzące w cieniu

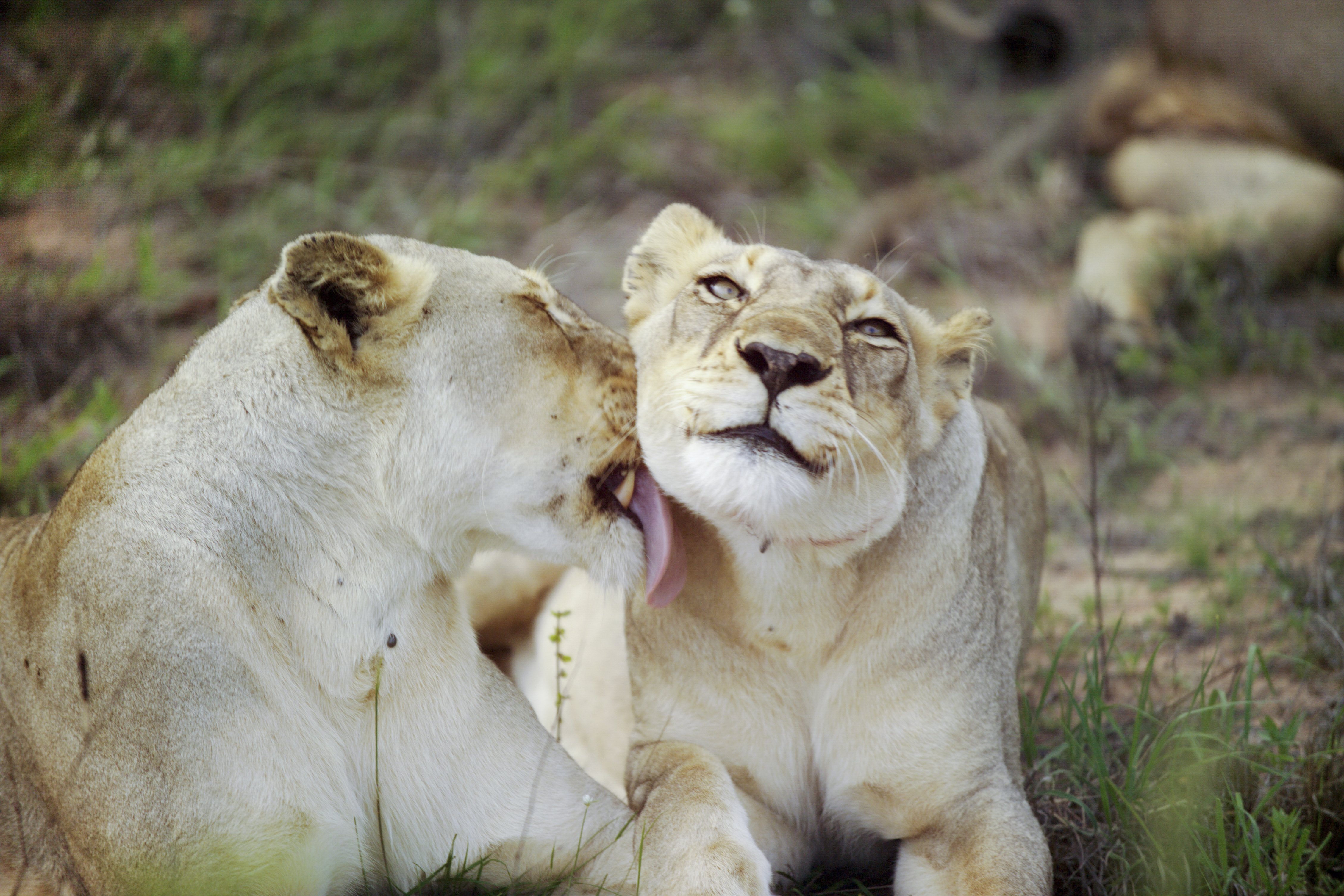
Iskanie

Młode samice zwykle pozostają w stadzie na stałe, młode samce opuszczają stado po osiągnięciu dojrzałości płciowej.
Wyjaśnieniem stadnego – nietypowego dla kotowatych – trybu życia mogą być dwie przyczyny: zwiększenie skuteczności pozyskiwania pokarmu oraz zwiększenie przeżywalności młodych. Większa skuteczność polowania w stadzie została wielokrotnie potwierdzona obserwacjami. Badacze podnoszą jednak argument, że w większym stadzie zdobycz dzielona jest pomiędzy wiele osobników. Mniejsza skuteczność lwa polującego samotnie nagradzana jest natomiast większą porcją posiłku, jaka mu pozostaje bez konieczności dzielenia się ze współbiesiadnikami. Wprawdzie większość lwów żyje w stadach, ale samotniczy tryb życia nie jest u nich rzadkością. Poza tym lwy (zarówno samce, jak i samice) oddalają się czasem od stada, aby zapolować samotnie, co sugeruje, że wspólne polowania nie są najmocniejszym czynnikiem wzmacniającym relacje socjalne tych zwierząt.
W trakcie wieloletnich obserwacji lwów w Serengeti badacze stwierdzili, że największą przeżywalność młodych uzyskują stada, w których są co najmniej trzy współpracujące ze sobą lwice. Jedna lub dwie samice nie są w stanie uchronić młodych przed nowym samcem, którego pojawienie się w stadzie zagraża lwiątkom – lub przed drapieżnikami, kiedy samice oddaliły się w poszukiwaniu zdobyczy. Lwice wspólnie opiekują się wszystkimi młodymi ze stada, natomiast samiec broniący terytorium i samic chroni jedynie swoje młode przed drapieżnikami takimi jak sępy i hieny.
W obronie stada przed intruzami lwice stają razem z samcami. Najsilniejsze samce występują do przodu, a reszta stada staje za nimi.

### Pokarm i strategia polowania

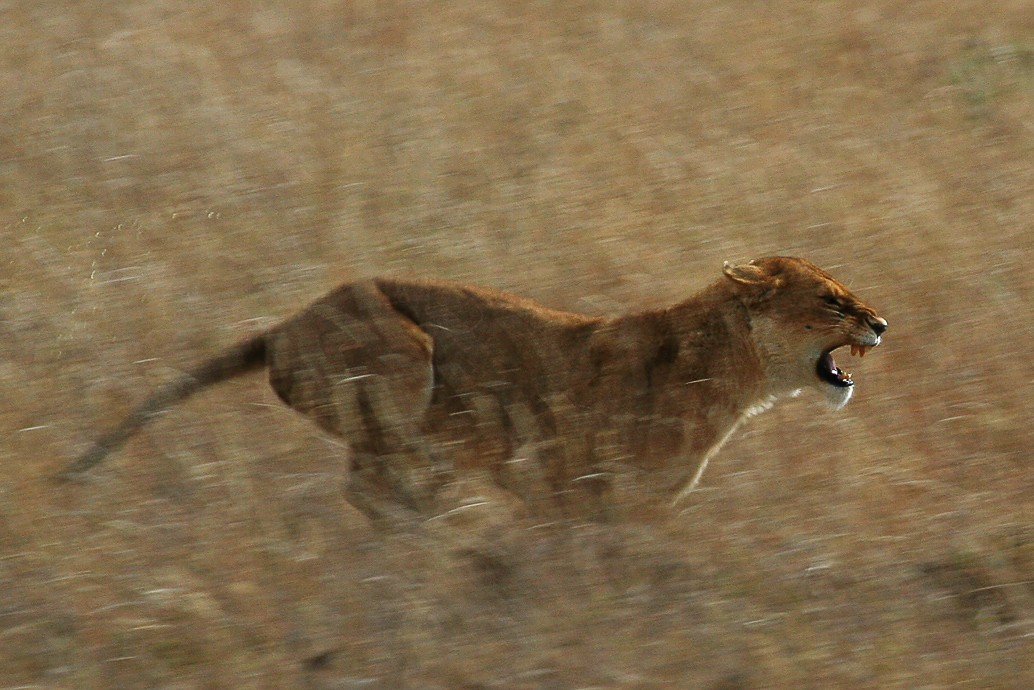
Lew może biec z prędkością 50–60 km/h

Lwy są mięsożercami polującymi głównie na ssaki kopytne, jak antylopy, zebry, gazele, bawoły afrykańskie, żyrafy i guźce zwyczajne oraz sporadycznie młode większych ssaków, takich jak słonie, hipopotamy czy nosorożce. Gdy brakuje pokarmu, zdarza im się napadać na zwierzęta hodowlane, zjadać gryzonie, ptaki czy padlinę, a nawet ludzi.
Na terenach otwartych lwy najczęściej polują w nocy. Tam, gdzie są wysokie trawy lub gęste krzewy, polowania zdarzają się również w ciągu dnia. Samce rzadko uczestniczą w polowaniach. Przyłączają się do łowów na dużego zwierza, takiego jak bawoły. Wówczas siła samca jest niezbędna do przytrzymania, a następnie powalenia ofiary ataku. Samice zwykle polują stadnie. Badania przeprowadzone przez G. Schallera w 1972 roku w Parku Narodowym Serengeti wykazały, że lwy mają dwukrotnie więcej szans na złapanie ofiary, gdy polują w grupie, niż samotnie (17% szans ma samica polująca pojedynczo, a 30% jeśli polują dwie). Kilka samic chętnie współpracuje ze sobą na polowaniu. Podczas polowania rozpraszają się na rozległym obszarze. Część z nich czeka, aż pozostałe nagonią zdobycz w ich stronę, wtedy zaczyna się atak.

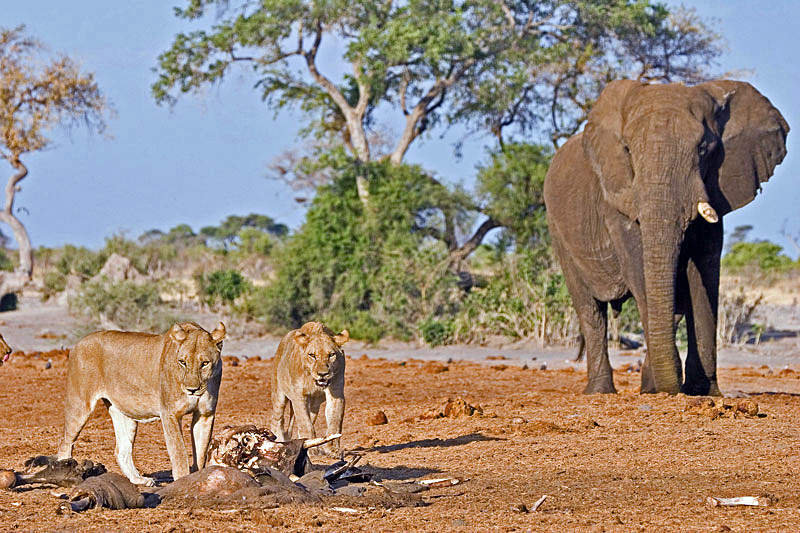
Lwice upolowały słoniątko

Skuteczność ataków zależy od zdobyczy, pory dnia, rodzaju terenu oraz umiejętności współpracy w stadzie. W przypadku gazel skuteczność polowania wynosi ok. 14%, gnu i zebr 38%, a guźców 48%. Polowanie nocne charakteryzuje się 33% skutecznością, dzienne 21%. Na otwartych przestrzeniach (sawanna), gdzie ofiara ma sprzyjające warunki do ucieczki, skuteczność polowania zależy głównie od umiejętności współpracy pomiędzy osobnikami stada. Przeciętnie tylko 12 procent takich polowań kończy się sukcesem, a w buszu 41 procent. W zależności od terenu, upodobań oraz sposobu obrony stosowanego przez ofiarę lwy używają różnych technik łowieckich.

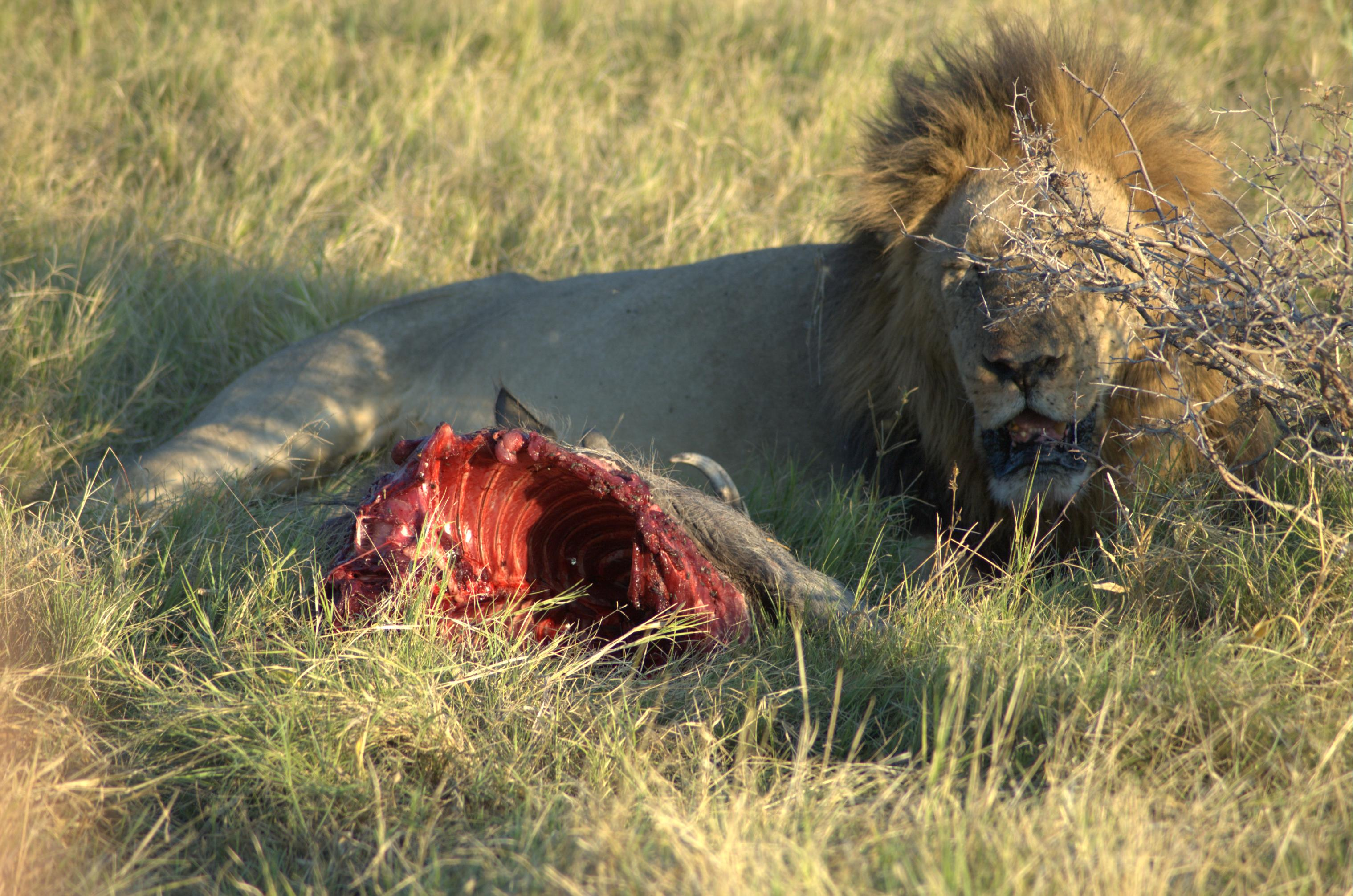
Lew jedzący guźca

Podstawowa technika polega na spłoszeniu ofiary i zagonieniu jej do pułapki. Młode lwy kierują upatrzoną zdobycz ku ukrytym w krzakach lub w trawie bardziej doświadczonym osobnikom, które powalają zwierzę. Lwy zabijają, przewracając ofiarę na ziemię i dusząc ją, trzymając zwierzę za pysk lub zaciskając zęby na gardle. Jeśli samica jest zmuszona polować samotnie, podkrada się do ofiary na ile to jest możliwe, zwykle na odległość 30 m lub bliżej. Większość ssaków kopytnych potrafi biegać szybciej niż lwy.
Lwy, wykorzystując przewagę liczebną, często odbierają zdobycz innym drapieżnikom – gepardom, hienom, lampartom i likaonom, a nawet sępom. Upolowaną lub zdobytą zwierzyną posila się całe stado, a ponieważ każdy lew stara się zjeść jak najwięcej, dochodzi między nimi do utarczek. Najsilniejszy lew zjada najwięcej, po nim pozostałe samce, później samice, a na końcu młode. Dzienne zapotrzebowanie pokarmowe dorosłego samca sięga 7 kg, a samicy 5 kg mięsa.

### Rozród

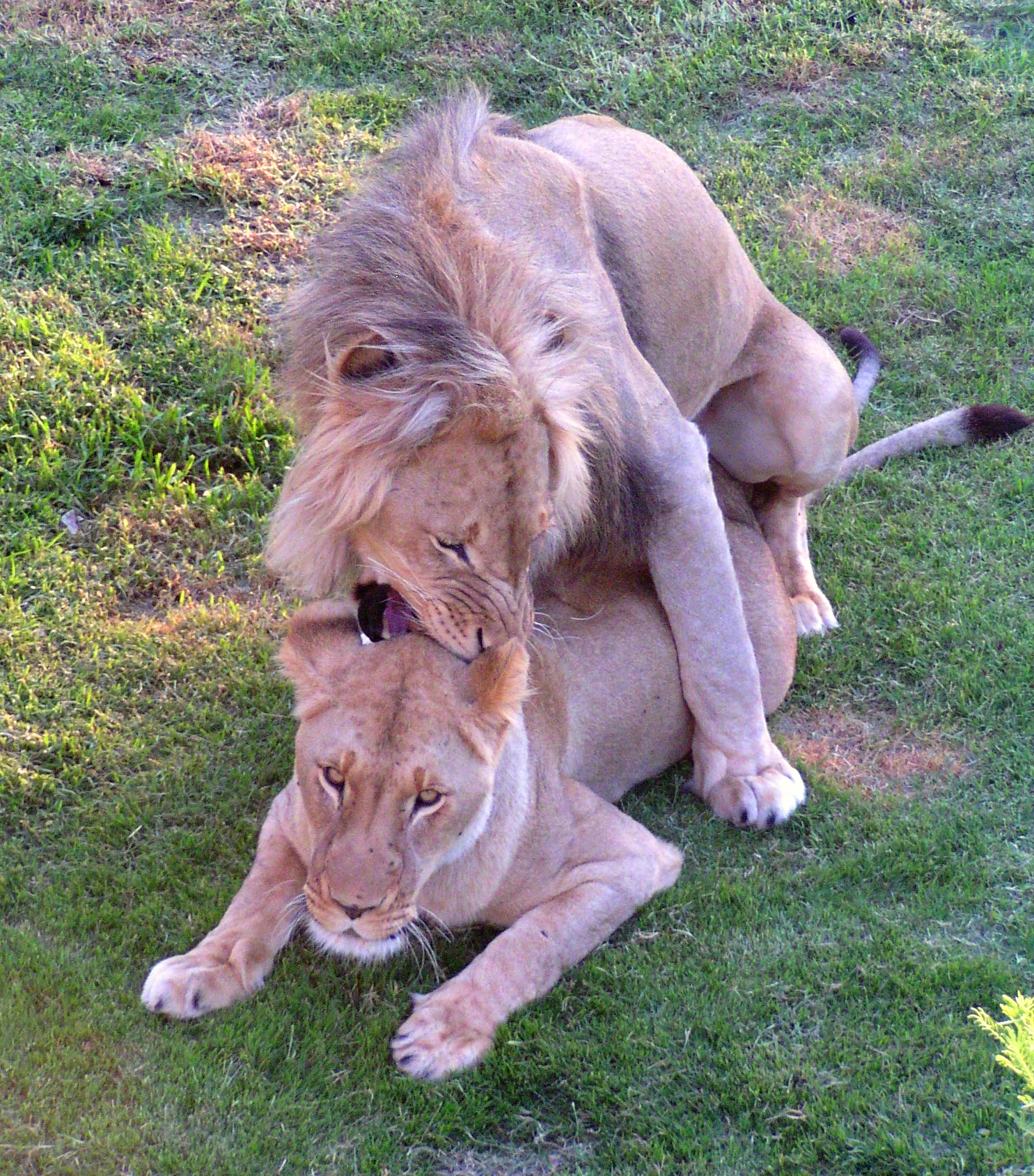
Kopulująca para

Lwy rozmnażają się przez cały rok. Gdy samica wchodzi w ruję, jej gruczoły zaczynają wydzielać intensywną woń. Samiec wyczuwa ją węchem, w czym pomaga mu narząd Jacobsona. Samica wybiera partnera spośród dorosłych lwów ze stada, a następnie oddala się z nim na kilka dni. Przez ten czas para kopuluje kilkadziesiąt razy dziennie, w przerwach liżąc się i łasząc do siebie.
Podczas samej kopulacji samica leży, a samiec kuca nad nią, przytrzymując partnerkę zębami za kark.

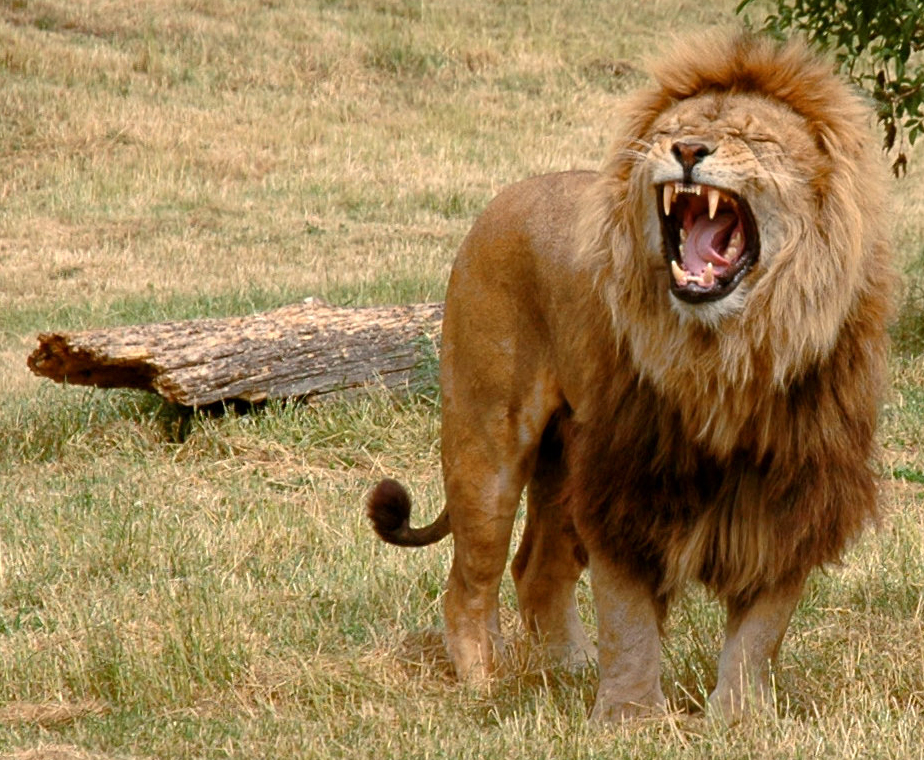
Charakterystyczna „mina” jaką przybiera samiec, aby lepiej wyczuć samicę narządem Jacobsona

Młode rodzą się w liczbie od 1 do 6 (w większości przypadków od 1 do 4) po ciąży trwającej 100–114 dni. Nowo narodzone lwiątka mają cętki. Ważą od 1 do 2 kg. Młodymi opiekuje się całe stado. Często, gdy lwice ruszają na polowanie, lwiątka pozostają pod opieką jednej lub dwóch „ciotek”, które troszczą się o nie do powrotu matek. Jest to zachowanie niepowtarzalne w rodzinie kotowatych.
Tylko jedno na pięć lwiątek osiąga dojrzałość. Młodym zagrażają drapieżniki, takie jak sępy, hieny, czy lamparty, choroby, a także samce własnego gatunku, gdyż po objęciu przywództwa nad stadem lew zabija młode swego poprzednika, by samice szybciej mogły wejść w ruję i urodzić jego potomstwo. Najnowsze badania wykazują, że lwice mogą się temu zjawisku przeciwstawić. Samice pozwalają się obwąchiwać nowemu przywódcy stada. Wydzielają przy tym odpowiednie hormony zapachowe. Równocześnie prowadzą go do swojego legowiska, gdzie stężenie zapachu jest bardzo silne. Im dłużej lew wącha ten zapach, tym bardziej zmniejsza się jego agresja. Ten proces trwa od trzech do pięciu dni. Potem dzieci, dobrze ukryte, są już bezpieczne. Najmniejszą śmiertelność wśród młodych uzyskują samice rodzące w zbliżonym czasie, wspólnie opiekujące się młodymi i wspólnie je karmiące.

### Rozwój
Małe lwy rodzą się ślepe, ich oczy otwierają się około 3–11 dnia. W wieku 10–15 dni łapy młodych są już dość silne i zwierzęta zaczynają chodzić, choć na pełną sprawność muszą poczekać jeszcze 3-4 tygodnie. Do ósmego tygodnia życia matka trzyma je w ukryciu. Miesięcznym lwom wyrastają pierwsze zęby.
W wieku 1-2 miesięcy lwiątka zaczynają oddalać się od matki i bawić się z innymi, dziecięce plamy na futrze znikają w wieku 3 miesięcy. Lwy zaczynają polować w wieku 11 miesięcy, po kolejnych 5 miesiącach są już w pełni samodzielne. Lwia grzywa zaczyna rosnąć w wieku 2 lat. Samce są dojrzałe płciowo po 2,5 roku, samice w wieku 2,5–4 lat.
Samce żyją krócej niż samice. Jeśli wcześniej nie zginą w walce, mogą dożyć wieku ponad 10 lat. Notowano pojedyncze przypadki 16-letnich samców żyjących na wolności. Taki wiek, 15–16 lat, dla samic jest natomiast wiekiem przeciętnym. W Parku Serengeti samice żyją do 18 lat. Przeciętny wiek życia w niewoli wynosi 13 lat. Najstarszy znany lew żył 30 lat.

## Poziom zagrożenia

### Ataki lwów
Ograniczanie areałów osobniczych dzikich zwierząt zmusza je do poszukiwania źródeł żywności, a takie znajdują bez problemu w pobliżu osiedli ludzkich. Rozwijająca się turystyka również zbliża ludzkie drogi do lwich ścieżek. Lwy atakują czasem zwierzęta hodowlane znajdujące się w ich zasięgu. Zdarza się też, że wybierają człowieka jako zdobycz. Przypadki takie nie należą do częstych i na większości terenów zamieszkiwanych przez lwy nie stanowią poważniejszego problemu. Dzikie bawoły zabijają co roku więcej osób niż lwy. Masajowie ze swoimi stadami bydła koegzystują z lwami we wschodniej Afryce od czasów historycznych. Lwy rzadko napadają na żywy inwentarz, jeśli mają dostęp do swojego typowego pożywienia. Typowym zachowaniem lwa na widok uniesionej sylwetki człowieka jest zmiana kierunku na przeciwny do kierunku ruchu człowieka.
Są jednak tereny na granicy kontaktów ludzi i lwów, obecnie ograniczonych do parków narodowych i rezerwatów, gdzie pomiędzy obydwoma gatunkami dochodzi do konfliktu interesów.
Najgłośniejsze przypadki lwów-ludojadów dotyczą Tsavo i Njombe.
W latach 1932–1946 w dystrykcie Njombe (Iringa w Tanzanii) na obszarze nieprzekraczającym 2000 km² lwy zabiły około 1500 osób. Co najmniej 193 ataki lwów, w tym 28 śmiertelnych, zanotowano w latach 1977–1991 na terenach przylegających do Gir Forest. W ciągu 15 lat (1990–2004) w Tanzanii lwy zabiły ponad 560 i okaleczyły kolejne 300 osób. Na ludzi polują zazwyczaj stare lub chore osobniki, które nie są w stanie upolować zwierząt będących ich naturalnym pokarmem. Ludzie broniący się przed drapieżnikiem zabijają go zarówno z konieczności, jak i profilaktycznie.

### Choroby
Kolejnym zagrożeniem dla lwów jest ich podatność na choroby przenoszone przez psy i inne ssaki drapieżne. Wirus Morbillivirus nazwany CDV (od ang. Canine Distemper Virus) spokrewniony z wirusem nosówki wywołał w 1994 epidemię w parku Serengeti. Lwy chorują również na gruźlicę i FIV (zespół nabytego niedoboru immunologicznego kotów, nazywany „AIDS kotów”).

### Liczebność populacji
Liczba lwów zmniejszyła się przez ostatnie 25 lat z ok. 100 tys. do ok. 25 tys. osobników. Systematycznie zmniejsza się liczba i powierzchnia zajmowanych przez nie siedlisk oraz ilość dostępnego pokarmu. Rozwijająca się gospodarka krajów afrykańskich powoduje, że człowiek wkracza coraz głębiej na terytoria zajmowane dotychczas przez dzikie zwierzęta.

### Ochrona
W Czerwonej Księdze IUCN lew figuruje w dwóch pozycjach. Afrykański Panthera leo został zaliczony do kategorii VU (gatunki narażone, które mogą wymrzeć stosunkowo niedługo), natomiast indyjski Panthera leo persica został zaliczony do gatunków krytycznie zagrożonych wyginięciem (kategoria CR).

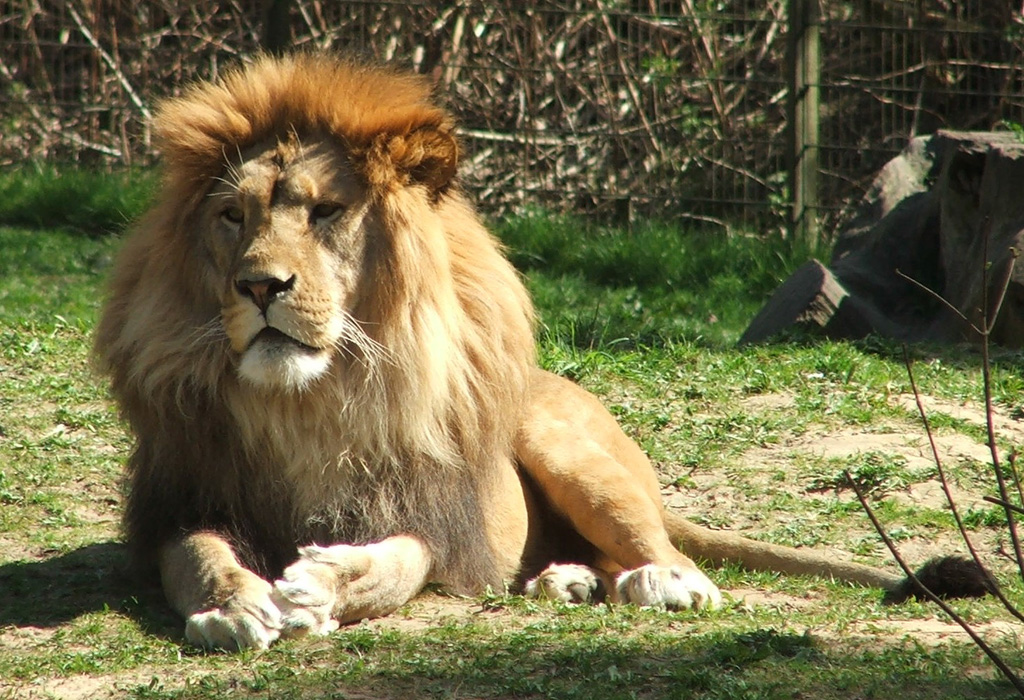
Samiec w zoo

W załączniku II konwencji waszyngtońskiej (CITES Appendix II) ujęte są wszystkie kotowate (P. l. persica figuruje w załączniku I).
W niektórych krajach wprowadzono całkowity zakaz polowań na lwy (Angola, Kamerun, Demokratyczna Republika Konga, Gabon, Ghana, Malawi, Mauretania, Niger, Nigeria, Rwanda), w innych polowania dopuszczalne są jedynie w przypadkach tzw. „problematycznych”, dotyczących lwów nagminnie atakujących stada zwierząt hodowlanych oraz w przypadkach stanowiących zagrożenie dla ludzi. W Burundi, Gwinei Bissau, Lesotho, Namibii, Suazi i RPA brak regulacji prawnych w kwestii ochrony lwów.
W celu złagodzenia konfliktu pomiędzy człowiekiem i lwem, ochrony zwierząt przed skutkami epidemii oraz innych czynników wynikających z ograniczania dostępnych dla nich obszarów podejmowane są szeroko zakrojone programy ochrony lwów w parkach narodowych i rezerwatach. W Indiach przygotowywany jest projekt reintrodukcji drugiej niezależnej populacji lwów indyjskich w Kuno Wildlife Sanctuary (Madhya Pradesh).
Program monitorowania lwów za pomocą nadajników GPS wprowadzany w Kamerunie od 2006 ma pomóc farmerom w ochronie stad hodowlanych.
Niezależnie od podejmowanej ochrony zwierząt żyjących na wolności na całym świecie prowadzone są programy hodowlane w ogrodach zoologicznych.

## Podgatunki
Systematyka lwów nie została jednoznacznie ustalona. Tradycyjnie wyróżniane podgatunki zostały wydzielone na podstawie zasięgu występowania i różnic morfologicznych. Jednym z elementów branych pod uwagę przy wyznaczaniu podgatunków była wielkość i ubarwienie grzywy samców. Obecnie wiadomo, że na stan grzywy wpływają różne czynniki, m.in. temperatura i dieta, a nawet poziom testosteronu.
Badania genetyczne wskazują na to, że wszystkie współcześnie żyjące podgatunki pochodzą od wspólnego przodka, który żył ok. 55 tys. lat temu. Wielu systematyków uważa, że z wyjątkiem niekwestionowanego P. l. persica konieczna jest rewizja systematyki podgatunków lwa.
Dla afrykańskiego Panthera leo zarejestrowano 23 różne nazwy.
Badania wykazują niewielkie różnice genetyczne pomiędzy poszczególnymi podgatunkami lwów afrykańskich. Lwy azjatyckie różnią się od afrykańskich, ale różnice genetyczne też nie są duże. Nowell i Jackson (1996) zaproponowali, aby lwy afrykańskie traktować jako rasy geograficzne w obrębie jednego podgatunku.
Poniżej oznaczono gwiazdką (*) podgatunki akceptowane przez większość autorów. Pozostałe z wymienionych w tabeli pojawiały się w różnych pracach, ale wśród badaczy nie ma zgodności w sprawie ich wydzielenia.
| Najczęściej wyróżniane podgatunki lub rasy geograficzne                           | Najczęściej wyróżniane podgatunki lub rasy geograficzne | Najczęściej wyróżniane podgatunki lub rasy geograficzne |
| --------------------------------------------------------------------------------- | --- | --- |
| P. l. azandica lub anzandicus (Allen, 1924) lew azandyjski                        | Kongo północno-wschodnie | Kongo północno-wschodnie |
| P. l. bleyenberghi(*) (Lönnberg, 1914) lew angolski                               | Angola, Zimbabwe, południowe Kongo, Katanga | |
| P. l. hollisteri Meyer, 1826 lew kongijski                                        | wschodnie wybrzeże Jeziora Wiktorii | wschodnie wybrzeże Jeziora Wiktorii |
| P. l. kamptzi (Matschie, 1900) lew kameruński                                     | północny Kamerun i rejon na południe od jeziora Czad | północny Kamerun i rejon na południe od jeziora Czad |
| P. l. krugeri(*) (Roberts, 1929) lew południowoafrykański                         | Afryka Południowa, Transwal | |
| P. l. massaica(*) (lub massaicus) (Neumann, 1900) lew masajski                    | Afryka Wschodnia – Kenia, Tanzania, Abisynia, Tanganika, Mozambik | Afryka Wschodnia – Kenia, Tanzania, Abisynia, Tanganika, Mozambik |
| Panthera leo nubica de Blainville, 1843 lew wschodnioafrykański                   | Kenia, Tanzania | Kenia, Tanzania |
| P. l. nyanzae (Heller, 1913) lew ugandyjski                                       | Uganda | Uganda |
| P. l. persica(*) Meyer, 1826 lew azjatycki                                        | Indie, 523 osobniki (2015) | |
| P. l. senegalensis(*) (Meyer 1826) lew senegalski                                 | Afryka Zachodnia, Senegal | |
| P. l. verneyi (Roberts, 1948) lew kalaharyjski                                    | Botswana | Botswana |
| Wymarłe lub prawdopodobnie wymarłe                                                | | |
| †P. l. atrox (lub Panthera atrox) (Goldfuss, 1810) lew amerykański                | wymarł prawdopodobnie 10 000 lat temu, niewykluczone, że stanowił odrębny gatunek | |
| †P. l. europaea (lub tartarica) ? lew europejski                                  | to prawdopodobnie Panthera leo persica w dawnym zasięgu występowania (Bałkany, Włochy, południowa Francja, Półwysep Iberyjski), był popularnym obiektem polowań Rzymian, Greków i Macedończyków, wytępiony na terenie Europy ok. 100 n.e. | to prawdopodobnie Panthera leo persica w dawnym zasięgu występowania (Bałkany, Włochy, południowa Francja, Półwysep Iberyjski), był popularnym obiektem polowań Rzymian, Greków i Macedończyków, wytępiony na terenie Europy ok. 100 n.e. |
| †P. l. fossilis (Reichenau, 1906)                                                 | żył w plejstocenie, uważany za najwcześniejszy podgatunek lwa i przodka P. l. spelaea, jego szczątki znaleziono w kilku miejscach Europy (m.in. Niemcy i Włochy) | żył w plejstocenie, uważany za najwcześniejszy podgatunek lwa i przodka P. l. spelaea, jego szczątki znaleziono w kilku miejscach Europy (m.in. Niemcy i Włochy)                                                                          |
| †P. l. leo(*), P. l. berberisca (Linnaeus, 1758) lew berberyjski                  | podgatunek nominalny, dawny zasięg: Afryka Północna od Maroka do Libii i Egiptu, obecnie wymarły na wolności, wyginął w stanie dzikim ok. 1942. Zdaniem naukowców istnieje szansa na przywrócenie tego podgatunku z osobników hodowanych w ogrodach zoologicznych. Ostatniego dzikiego lwa berberyjskiego zastrzelono w 1936 r. w rejonie Tazy. | |
| †P. l. maculatus Heuvelmans, 1955                                                 | górskie lasy Afryki Wschodniej, od 1940 brak danych o występowaniu, traktowany raczej jako obiekt zainteresowania kryptozoologii | górskie lasy Afryki Wschodniej, od 1940 brak danych o występowaniu, traktowany raczej jako obiekt zainteresowania kryptozoologii |
| †P. l. melanochaita(*) (lub melanochaitus) (Hamilton Smith, 1858) lew przylądkowy | RPA, obecnie prawdopodobnie wymarły na wolności, ostatni spotkany na wolności osobnik został zastrzelony w 1858 lub w 1865 | |
| †P. l. sinhaleyus Deraniyagala, 1939 lew cejloński, lew Sri Lanki                 | endemit Sri Lanki, wyginął prawdopodobnie przed przybyciem na Cejlon człowieka współczesnego | endemit Sri Lanki, wyginął prawdopodobnie przed przybyciem na Cejlon człowieka współczesnego |
| †P. l. spelaea (lub Panthera spelaea) (Goldfuss, 1810) lew jaskiniowy             | wymarł prawdopodobnie 11–10 tys. lat temu, największy z lwów | |
| †P. l. vereshchagini (Baryshnikov & Boeskorov, 2001)                              | Jakucja, Alaska, Jukon | Jakucja, Alaska, Jukon |
| †P. l. youngi                                                                     | nazywany chińskim lwem jaskiniowym, Zhoukoudian, północno-wschodnie Chiny, obecnie wyodrębniany jako odrębny gatunek, zobacz Panthera youngi | nazywany chińskim lwem jaskiniowym, Zhoukoudian, północno-wschodnie Chiny, obecnie wyodrębniany jako odrębny gatunek, zobacz Panthera youngi                                                                                              |

Ostatnie badania molekularne sugerują istnienie dwóch podgatunków; potrzeba więcej badań molekularnych i morfologicznych, aby to potwierdzić ten podział.

## Hybrydy
Możliwość krzyżowania różnych gatunków wielkich kotów z rodzaju Panthera znano już w starożytności. Pliniusz Starszy pisał o takich hybrydach w Naturalis historia. Charles Darwin w The Variation Of Animals And Plants Under Domestication wspomina o udokumentowanych przypadkach łatwego krzyżowania lwów z innymi dużymi Felidae. W odróżnieniu od większości innych hybryd żeńskie krzyżówki kotowatych są zazwyczaj płodne. Wielkie koty (Pantherinae) nie krzyżują się w warunkach naturalnych z małymi kotami (pozostałe Felidae).
Krzyżówki dużych kotów były często uzyskiwane z hodowli w ogrodach zoologicznych, ośrodkach badawczych i prywatnych menażeriach. Cieszyły się dużym powodzeniem jako obiekty badań, ciekawostki zoologiczne prezentowane także w cyrkach i prywatnych kolekcjach, często oferowane jako zwierzęta domowe. Obecnie odchodzi się od celowego krzyżowania ze względu na potrzebę zachowania czystych linii genetycznych oraz kontrowersje natury etycznej. Hybrydy są jeszcze rozmnażane w prywatnych hodowlach oraz w chińskich fermach i ogrodach zoologicznych.
Mieszaniec lwa i tygrysicy nazywany jest legrysem. Legrysy osiągają rozmiary większe niż tygrysy. Są największymi współcześnie żyjącymi kotami i zachowują cechy fizyczne oraz behawioralne obojga rodziców. Osobniki płci męskiej są bezpłodne, ale legrysice zwykle zachowują płodność.
Ze skrzyżowania lwicy i tygrysa pochodzi tyglew. Lepart to krzyżówka lwicy i lamparta.
Więcej na temat krzyżowania gatunków dzikich kotów w artykule „Mieszańce z rodzaju lampartów”.

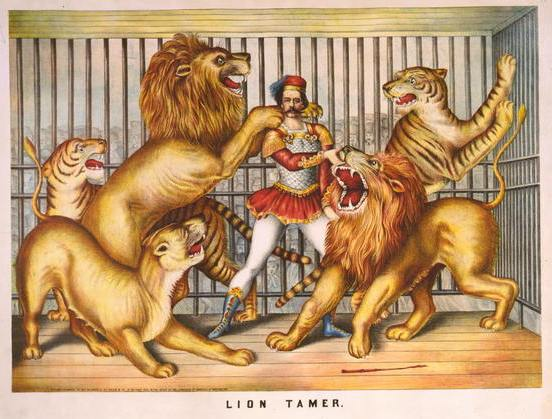
Tresura dzikich zwierząt. Grafika z 1873

Ciekawostką jest istnienie luki prawnej w ustawodawstwie wielu krajów polegającej na zakazie trzymania lwów, tygrysów i lampartów jako zwierząt domowych przy jednoczesnym braku takiego zakazu dla ich mieszańców.

## Lew w niewoli
Na długo przed powstaniem pierwszych ogrodów zoologicznych dzikie zwierzęta były trzymane w prywatnych menażeriach. Początkowo były wykorzystywane do pokazowych walk i dla podnoszenia prestiżu swoich właścicieli. Z czasem trafiły do cyrków i ogrodów zoologicznych. Nadal jeszcze są trzymane w prywatnych posesjach, a nawet w mieszkaniach.

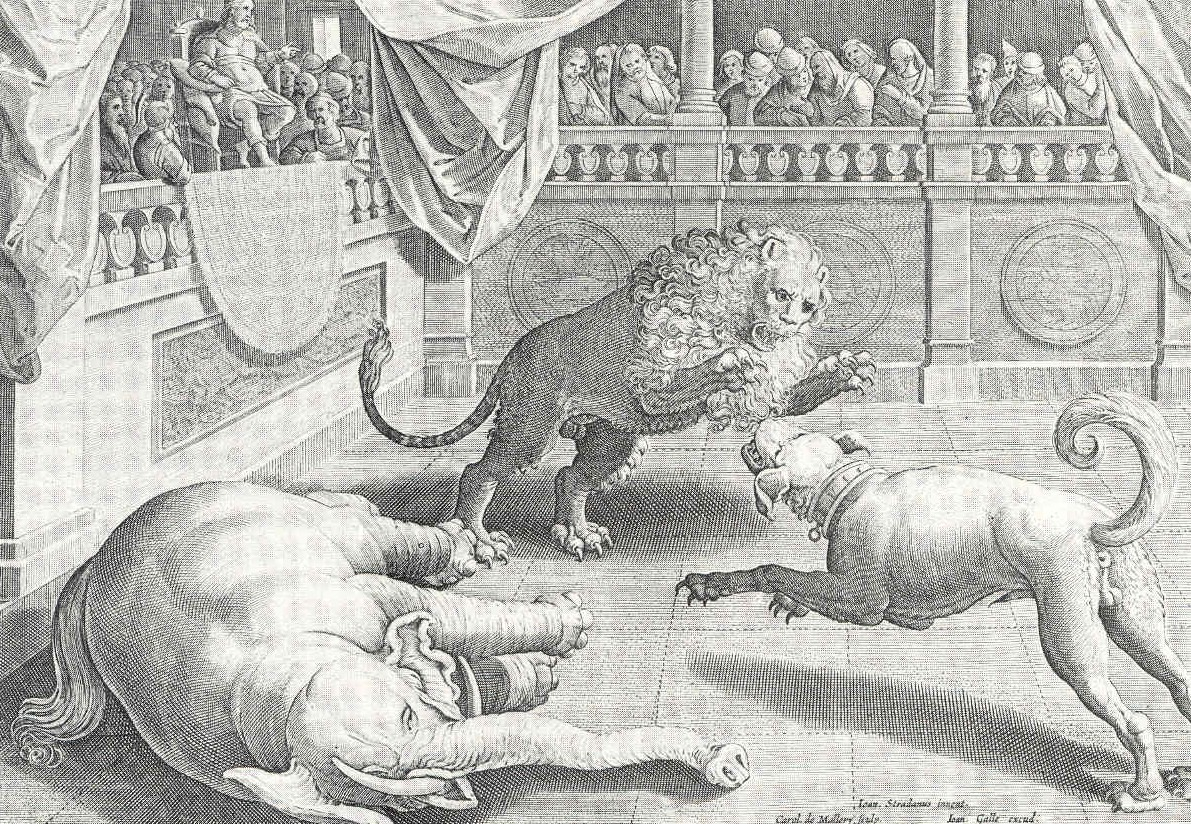
Walki zwierząt oglądane przez Aleksandra Wielkiego

### Walki lwów
Publiczne walki zwierząt były organizowane przez ludzi od starożytnych czasów. Szukając odpowiedzi na pytanie, który z gatunków jest najsilniejszy, dla przyciągnięcia uwagi tłumów oraz dla pieniędzy, już w starożytnych amfiteatrach dzikie zwierzęta były wystawiane do walki przeciwko sobie, przeciw psom bojowym lub ludziom. W takich przedstawieniach nie mogło zabraknąć króla zwierząt. Zachowane opisy organizowanych walk lwów z psami pochodzą z 1610 (Anglia), 1790 i 1791 (Wiedeń) oraz 1825 (Warwick, Anglia) roku. Ta – zyskująca coraz większą popularność – forma rozrywki została powstrzymana w Anglii w 1835 powołanym przez angielski parlament tzw. Humane Act.

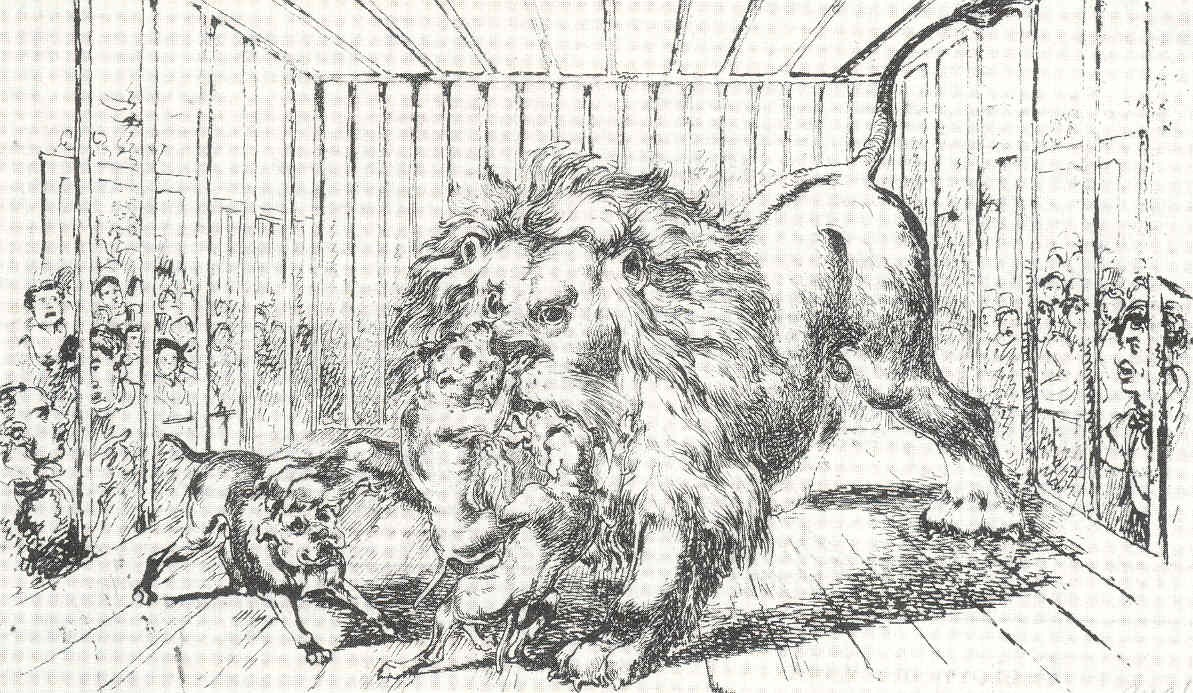
Walka psów z lwem

### Ogrody zoologiczne
W 1752 roku w Wiedniu powstał Tiergarten Schönbrunn Zoo Vienna – pierwszy ogród zoologiczny. Wkrótce lwy stały się atrakcją większości podobnych placówek powstających na całym świecie. Obecnie w ogrodach zoologicznych prowadzone są planowe hodowle zmierzające do zachowania zagrożonego gatunku.

## Lew w kulturze

### Mitologie i religie

#### Mitologie
W większości mitologii lew był symbolem ziemi i świata podziemnego, przeciwieństwem orła. Lwy były symbolami bogiń i bogów: Hekate, Ops, Kybele, Artemidy, Sechmet, Isztar, Dionizosa i Afrodyty. Zwierzęta te symbolizowały także siłę i zagrożenie. Zabicie lwa było pierwszą pracą Heraklesa.
W Egipcie lew miał opiekować się Nilem, gdyż w gwiazdozbiór Lwa wchodziło Słońce podczas wylewów. Zwierzę to utożsamiane było z deszczem, stąd częste jego przedstawienia na fontannach (m.in. w pierwszej Świątyni Jerozolimskiej, na Dziedzińcu Lwów w Alhambrze), a także na naczyniach związanych z wodą (greckich wazach i zegarach wodnych).
W wielu kulturach lew to symbol słońca i ognia. Jest on atrybutem Mitry i Westy. W Mykenach znajduje się Lwia Brama ozdobiona wizerunkami słonecznych lwic. Zwierzę to często było przedstawiane, gdy pokonuje stworzenia nocy i mroku (np. sarny, łanie, dziki, byki).
Ciało lwa było częścią wielu mitycznych hybryd np. sfinksa, Gryfa, mantikory i chimery.
Zobacz też: Ammit i Ruti (Egipt) oraz lew chiński.

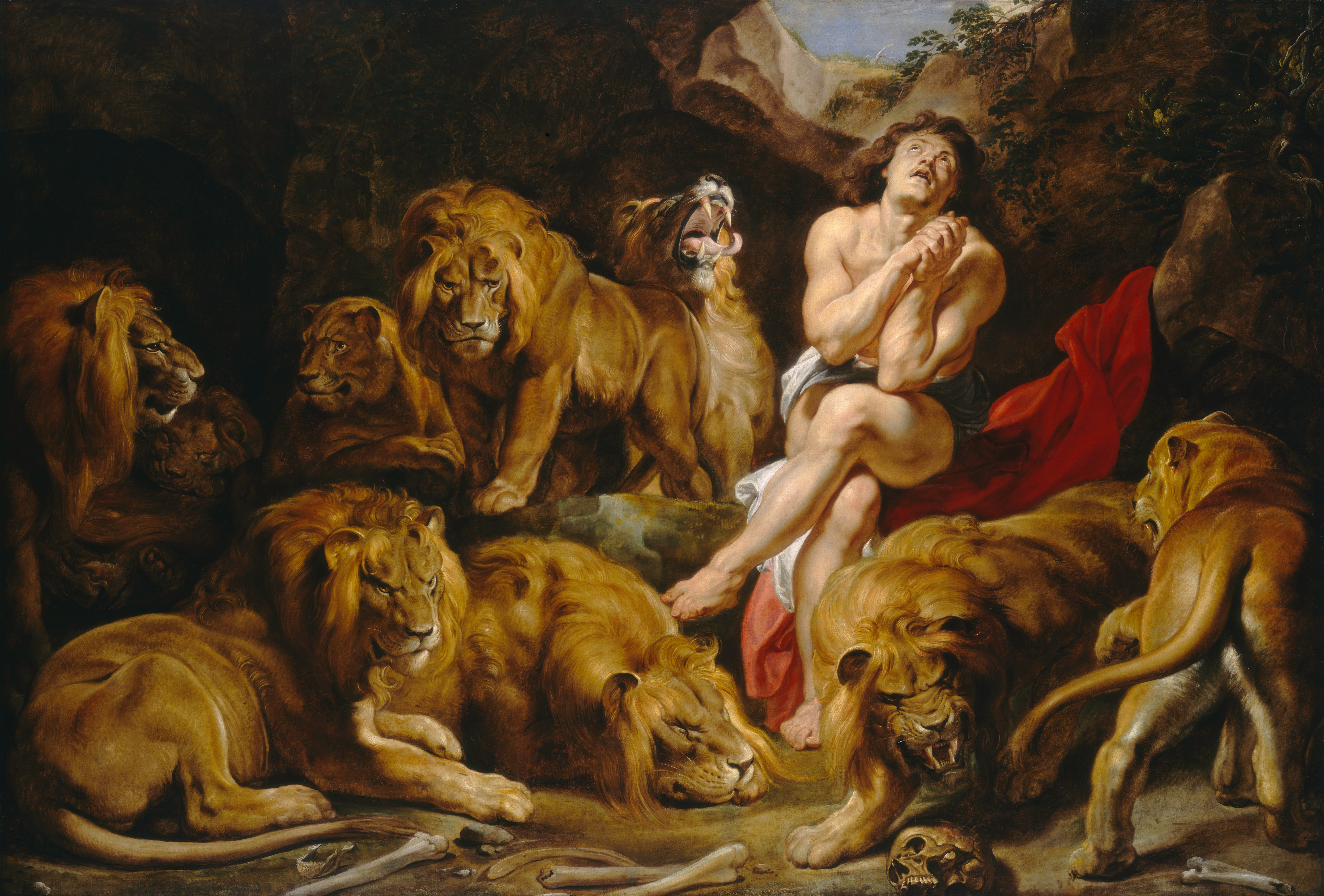
Daniel w Jaskini Lwów – Peter Paul Rubens

#### Judaizm
W Starym Testamencie lew był symbolem dwuznacznym, stworzeniem budzącym jednocześnie strach i szacunek, zarówno łagodnym, jak i krwiożerczym. Straszliwą naturę tego zwierzęcia zwycięża prorok Daniel, wrzucony przez króla babilońskiego do lwiej jamy, a także siłacz Samson, którego jedną z pierwszych oznak mocy było zabicie gołymi rękami lwa (analogia do greckiego Heraklesa).
Lew był symbolem biblijnego pokolenia Judy, z którego wywodzili się m.in. król Dawid i Jezus Chrystus. Jerozolima zwana jest przez Izajasza lwem Boga. Zwierzę to jest w Biblii także symbolem odwagi. Lwy były często przedstawiane jako strażnicy z racji swej siły i czujności. Tron króla Salomona ozdobiony miał być rzeźbionymi przedstawieniami tych stworzeń. Bóg jest przedstawiany jako lew nad zdobyczą nie lękający się pasterzy.
Biblia ukazuje lwa także jako symbol zła, np. w Księdze Psalmów. Lwem nazywana jest Niniwa, miasto wrogie Izraelowi.

#### Chrześcijaństwo

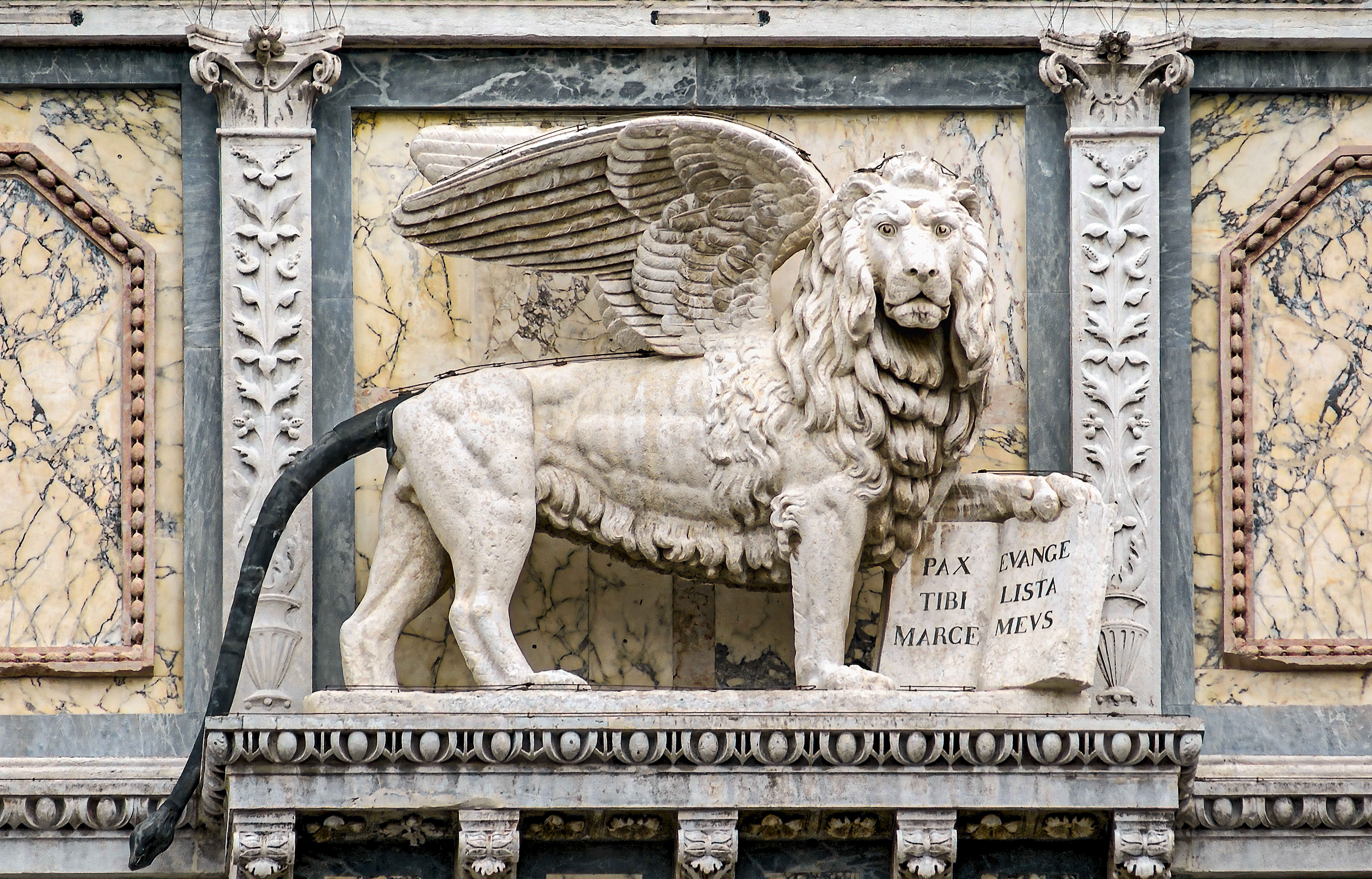
Skrzydlaty lew – symbol Świętego Marka i Wenecji

W chrześcijaństwie lew jest symbolem zmartwychwstania – w średniowieczu wierzono, że lwięta rodzą się martwe i po trzech dniach są ożywiane przez swego ojca. Wizerunek ryczącego lwa często obrazuje Sąd Ostateczny. Zwierzę to jest także symbolem czystości (wierzono, że dziewice mogą bez obaw podchodzić do tego drapieżnika).
Skrzydlaty lew jest symbolem Świętego Marka Ewangelisty. Jego wizerunek przyjęła za swój herb Wenecja.
Lew wyobraża zarówno Chrystusa, jak i Szatana. Na to drugie przedstawienie miały wpływ prześladowania chrześcijan i ich śmierć w paszczach tych zwierząt na rzymskich arenach. Chrystus zaś w Nowym Testamencie jest nazwany 'lwem z plemienia Judy’.
Zwierzę to jest symbolem Świętego Hieronima. Gdy Hieronim pewnego razu nauczał, podszedł do niego lew z cierniem w łapie. Święty pomógł zwierzęciu, które odtąd stało się jego sługą i obrońcą (o podobnych przypadkach lwiej wdzięczności piszą m.in. Pliniusz Starszy i Aulus Gellius).

### Ruch Rastafari

Lew Judy oraz barwy widziane na fladze Etiopii

Lew Judy – jednym z głównych symboli rastafarianizmu jest lew, który symbolizuje nieustraszoność, samego Ras Tafariego oraz czasami samego Jah.
Haile Selassie I – jeden z tytułów cesarza brzmiał Zwycięski Lew Plemienia Judy.

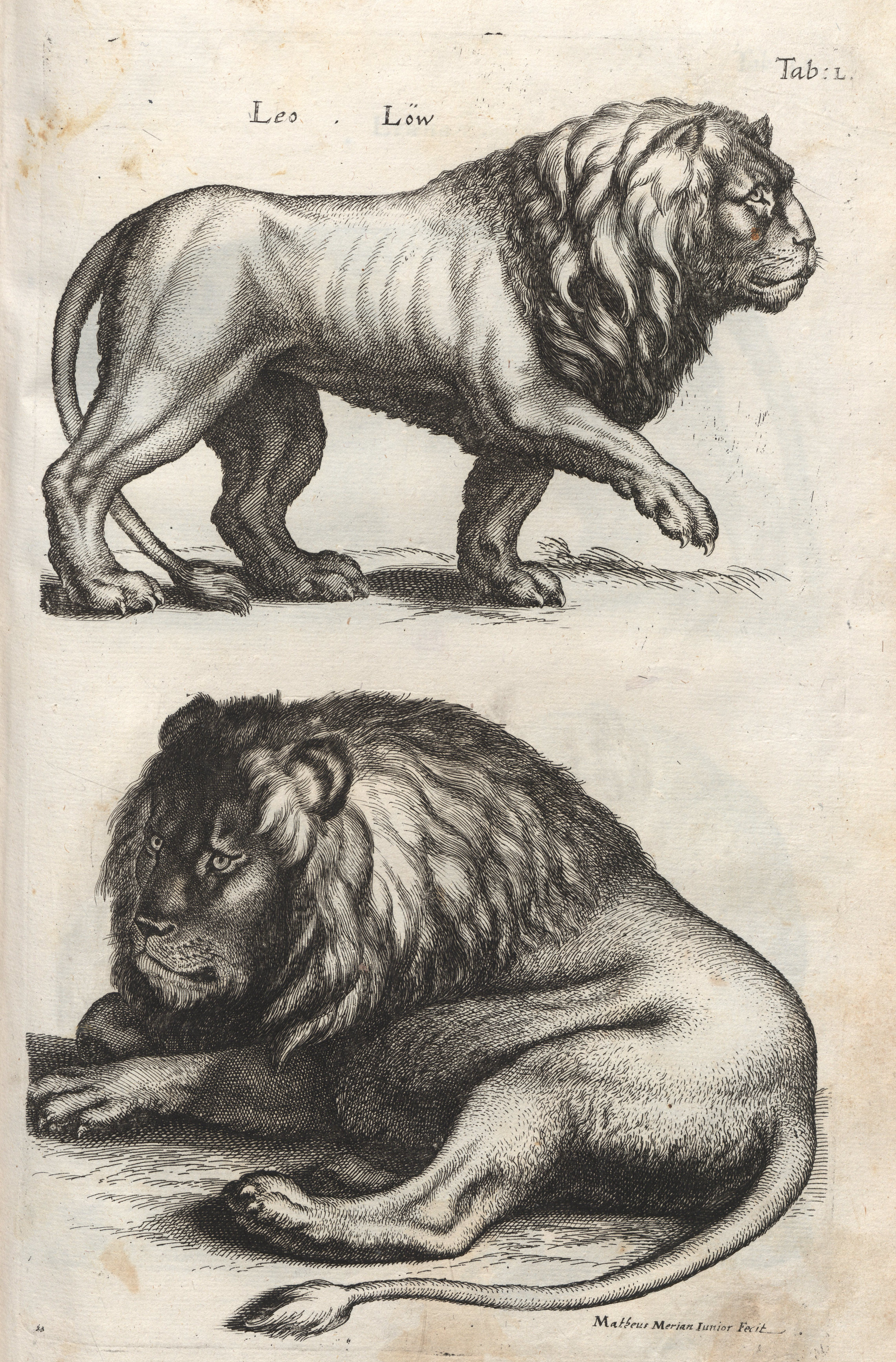
Lew na sztychu Jana Jonstona (1652)

### Historia
W historii lwy były utożsamiane z władcami. Lwami zwano królów Etiopii, król Szwecji Gustaw Adolf znany był jako Lew Północy (przydomek ten nadał sobie także Papkin z Zemsty Aleksandra Fredry). Król Anglii Ryszard był znany jako „Lwie Serce”. Lwy były także strażnikami – ich wizerunki pilnowały tronów we Francji i tronów biskupich w średniowieczu.

### Sztuka

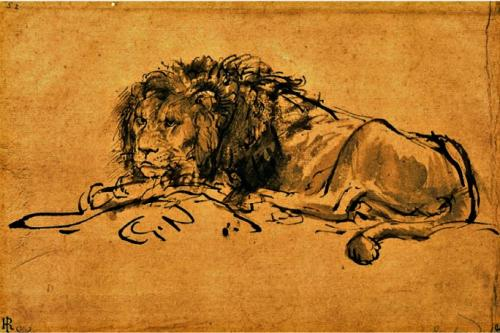
Leżący lew, Rembrandt

Lew był jednym z pierwszych zwierząt portretowanych przez człowieka. Jego wizerunki można odnaleźć na malowidłach skalnych liczących 15 000 lat (m.in. w jaskini Lascaux). W starożytności zwierzęta te były uosobieniem władzy i potęgi, stąd częste ich przedstawienia jako bóstwa i symbole królów, zwłaszcza w Egipcie (bogowie Sechmet, Dedun, Maahes, rzeźba lwa z głową faraona – Sfinks). Zwierzęta te występowały także w sztuce Babilonu.
Wielu malarzy uwieczniało lwy na swoich obrazach, m.in. Rembrandt, Albrecht Dürer, Gustav Klimt, Francesco Hayez, Henri Rousseau i Peter Paul Rubens.

### Związki frazeologiczne
- Ex ungue leonem (łac.) – lwa z pazura poznać – wielkość jest widoczna nawet w drobnych fragmentach dzieła.
- Lwie serce – odwaga, męstwo.
- Lew salonowy – światowiec.
- Lwia część – największa część, czasem wręcz całość, związek pochodzi z bajki Ezopa Lew, Osioł, Lis i Wilk. Por. lwia spółka.

### Literatura
Jednymi z pierwszych utworów literackich, w jakich pojawił się lew, są Bajki Ezopa. Zwierzę to jest w nich przedstawiane jako symbol dumy, wręcz pychy (Lwica i Lis), siły, lecz czasem jednocześnie słabości (Lew i mysz), brutalności i zachłanności (Lew, Osioł, Lis i Wilk). Współcześnie, prócz książek naukowych i popularnonaukowych opisujących życie tych zwierząt, lwy występują głównie w pozycjach dla dzieci, zwykle jako potężni władcy (Aslan z Opowieści z Narnii). Pozornym zaprzeczeniem lwa jako symbolu odwagi jest Tchórzliwy Lew z Czarnoksiężnika z krainy Oz Bauma, jednak mimo swego przydomku i on wykazuje lwie cechy.
W literaturze polskiej lwy pojawiają się zazwyczaj w książkach podróżniczo-przygodowych dla młodzieży (W pustyni i w puszczy czy Tomek na Czarnym Lądzie Alfreda Szklarskiego). Pozycja, w której lew jest głównym bohaterem, to Lwica Uanga Kamila Giżyckiego.

### Film
Filmy, w których występują lwy, to zazwyczaj dokumenty ukazujące życie tych zwierząt. Filmy fabularne pokazują najczęściej historie spotkań człowieka z tymi stworzeniami. Często wskazują na potrzebę ochrony i opieki nad nimi (Elza z afrykańskiego buszu, Wędrówki z lwami, serial Daktari), choć pokazują także mroczną stronę ich natury (Duch i Mrok). W baśniach i filmach animowanych lwy są zwykle przedstawiane jako mądrzy, potężni władcy Afryki (Król lew, Kimba, biały lew, Aslan – Opowieści z Narnii, Alex – Madagaskar, Sebastian – Dżungla, Sokrates – Safari).

### Kultura masowa
Lew z racji swej siły i dostojności stał się symbolem wielu firm i przedsiębiorstw. Ryczący lew otoczony złotą taśmą jest maskotką i symbolem wytwórni filmowej Metro-Goldwyn-Mayer i pojawia się w czołówce każdego ich filmu. Zwierzę to jest także symbolem koncernu samochodowego Peugeot, a w Polsce banku ING. Lew Goleo VI był oficjalną maskotką Mistrzostw Świata w Piłce Nożnej 2006.

### Heraldyka
W heraldyce lew jest częstym symbolem. Oznacza zazwyczaj odwagę, waleczność, władzę królewską i siłę.
Lwy pojawiały się na herbach i godłach już w starożytności. Przykładem może być tu Lew Judy używany przez Izraelitów. Przedstawienie lwów (wspiętych) bliskie heraldycznemu znane jest z płaskorzeźby nad Lwią Bramą w Mykenach. Obecnie lew jest symbolem Brytyjczyków i Ludu Sri Lanki. W Etiopii zwierzę to do dziś uosabia rodzinę królewską. Lew heraldyczny prawie zawsze, domyślnie przedstawia samca, z wyraźnie widocznymi cechami płci, także genitaliami.
Niektórzy heraldycy uważają, że właściwym przedstawieniem lwa jest tylko pozycja ataku (lew wspięty) i dla podkreślenia różnicy lwy kroczące, zwłaszcza patrzące (na widza) nazywali lampartami, co jest dość często stosowane np. w opisie herbu Wielkiej Brytanii.
Lew w heraldyce występuje w podstawowych pozycjach:
- wspięty (ang.[100] rampant) – pozycja podstawowa zwierzęcia, nie wymaga wzmianki przy blazonowaniu. Lew stoi na lewej tylnej łapie, z lekko uniesioną prawą, i uniesionymi do ataku przednimi łapami, tułów zbliżony do pionu lub pionowo[101];
- skaczący (ang. salient) – podobnie jak wspięty, ale przednie łapy uniesione równolegle ku górze;
- kroczący (ang. passant) – stojący na trzech łapach, prawa przednia łapa wzniesiona, tułów w poziomie;
- siedzący (ang. sejant) – siedzący na zadzie i tylnych łapach;
- leżący (ang. couchant) – zwierzę leży, tułów w poziomie, dolna krawędź brzucha w jednej płaszczyźnie ze wszystkimi łapami.

Każda z tych pozycji ma wiele wariantów, podstawowe to w zależności od zwrotu głowy zwierzęcia:
- patrzący na wprost, głowa widziana z profilu – pozycja naturalna;
- patrzący na widza, głowa widziana en face – patrzący, spoglądający (ang. guardant)
- patrzący w tył, głowa widziana z profilu – patrzący w tył (ang. regardant)

Inne warianty tworzone są przez zastosowanie różnych ułożeń ogona, ogonów podwójnych, zamkniętej lub otwartej paszczy. Z pozycji siedzącej wywodzi się pozycja siedzący wyprostowany (sejant erect) – przednie łapy w górze, tułów zbliżony do pionu, a od pozycji leżącej pozycja śpiący (dormant) – z głową ułożoną na przednich łapach. Heraldyka zachodnia, szczególnie brytyjska wyróżnia dodatkowe warianty, lwy dwugłowe, jednogłowe o dwu tułowiach, o trzech tułowiach, lwy rozczłonkowane, z obrożami, skrzydłami oraz hybrydy lwa z innymi zwierzętami.
| Przykładowe miasta z lwem w herbie | Przykładowe miasta z lwem w herbie | Przykładowe miasta z lwem w herbie | Przykładowe miasta z lwem w herbie |
| W Polsce                           | W Polsce                           | Na świecie                         | Na świecie                         |
| ---------------------------------- | ---------------------------------- | ---------------------------------- | ---------------------------------- |
|                                    | Bystrzyca Kłodzka                  |                                    | Amsterdam                          |
|                                    | Czerwieńsk                         |                                    | Bruksela                           |
|                                    | Częstochowa                        |                                    | Budapeszt                          |
|                                    | Dębno                              |                                    | Caracas                            |
|                                    | Działoszyce                        |                                    | Erywań                             |
|                                    | Gdańsk (Herb Wielki)               |                                    | Jerozolima                         |
|                                    | Głubczyce                          |                                    | Kampen                             |
|                                    | Gniewkowo                          |                                    | La Paz                             |
|                                    | Gorlice                            |                                    | Lyon                               |
|                                    | Jasień                             |                                    | Meksyk                             |
|                                    | Kargowa                            |                                    | Praga                              |
|                                    | Kąty Wrocławskie                   |                                    | Ryga                               |
|                                    | Kłodzko                            |                                    | Santiago                           |
|                                    | Krosno                             |                                    | Singapur                           |
|                                    | Kutno                              |                                    | Sluis                              |
|                                    | Legnica                            |                                    | Tallinn                            |
|                                    | Nowogard                           |                                    | Valletta                           |
|                                    | Prudnik                            |                                    | Weimar                             |
|                                    | Puck                               |                                    | Wellington                         |
|                                    | Zduńska Wola                       |                                    | Wenecja                            |

| Przykładowe kraje z lwem w godle | Przykładowe kraje z lwem w godle |
| -------------------------------- | -------------------------------- |
|                                  | Anglia                           |
|                                  | Belgia                           |
|                                  | Bułgaria                         |
|                                  | Czarnogóra                       |
|                                  | Czechy                           |
|                                  | Dania                            |
|                                  | Dominika                         |
|                                  | Estonia                          |
|                                  | Finlandia                        |
|                                  | Hiszpania                        |
|                                  | Holandia                         |
|                                  | Luksemburg                       |
|                                  | Indie                            |
|                                  | Maroko                           |
|                                  | Norwegia                         |
|                                  | Sierra Leone                     |
|                                  | Sri Lanka                        |
|                                  | Szkocja                          |

### Nazwy geograficzne
Lew występuje w nazwach wielu miast na całym świecie:
- Lwówek (Polska)
- Lwówek Śląski (Polska)
- Lwów (Ukraina)
- Leeuwarden (Holandia)
- Lejda (Holandia)
- León (Hiszpania) i León (Meksyk)
- Lyon (Francja)
- Singapur (Singa to w języku malajskim lew, Singapur oznacza „Miasto Lwa”)
- Singaparna (Indonezja)
- Singaraja (Indonezja)
- Sigirija (Sri Lanka)

Lwa ma także w nazwie państwo Sierra Leone.

### Sport
Lwy w sporcie jako przydomki reprezentacji piłkarskich:
- Reprezentacja Anglii w piłce nożnej mężczyzn – Lwy Albionu
- Reprezentacja Bułgarii w piłce nożnej – Lwy
- Reprezentacja Guernsey w piłce nożnej – Zielone Lwy
- Reprezentacja Iraku w piłce nożnej – Lwy Mezopotamii
- Reprezentacja Kamerunu w piłce nożnej – Nieposkromione Lwy
- Reprezentacja Luksemburga w piłce nożnej – Czerwone Lwy
- Reprezentacja Macedonii w piłce nożnej – Czerwone Lwy
- Reprezentacja Maroka w piłce nożnej – Lwy Atlasu
- Reprezentacja Senegalu w piłce nożnej – Lwy Terangi
- Reprezentacja Singapuru w piłce nożnej – Lwy
- Reprezentacja wyspy Sark w piłce nożnej – Złe Lwy

Lwy jako przydomki klubów piłkarskich:
- Athletic Bilbao – Los Leones (Lwy)
- Millwall F.C. – The Lions (Lwy) (żeński klub nosi nazwę Millwall Lionesses F.C. – Lwice)
- TSV 1860 Monachium – Die Löwen (Lwy)
- Eintracht Braunschweig – Die Löwen (Lwy)